# Chiese di Lanciano

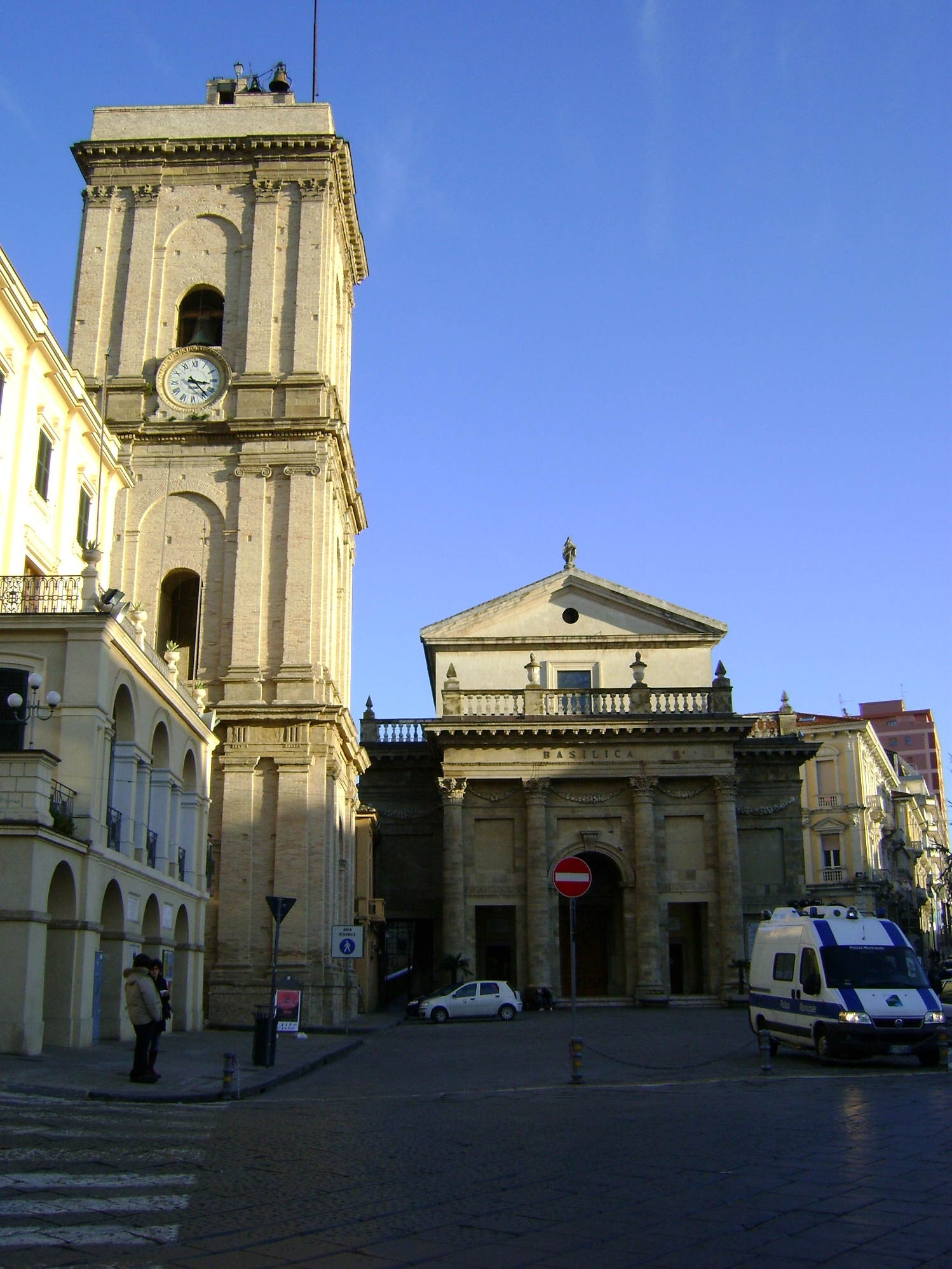
La Cattedrale

Le chiese di Lanciano caratterizzano il centro storico nei quattro rioni medievali Lancianovecchia, Civitanova, Sacca e Borgo, e la città nuova, con le architetture moderne. Tra le chiese storiche vi è il famoso Santuario di San Francesco che custodisce il Miracolo eucaristico.

## Chiese del centro
Il centro storico di Lanciano si divide in quattro rioni, Lancianovecchia i Colle Erminio, Borgo, Civitanova e Sacca,  che costituiscono due rioni uniti, separati dalla piazza del Plebiscito,  dove si affaccia la Cattedrale, dallo spiazzo di Largo Garibaldi o Piazza della Verdura, realizzato alla fine dell'800 sopra un burrone con fiume. 
La piazza costituisce il nucleo centrale con la cattedrale della Madonna del Ponte,  che costituisce un luogo franco. Le parrocchie sono della Cattedrale,  di Sant'Agostino, di Santa Maria Maggiore con San Nicola,  Santa Lucia e San Francesco. L'unione pastorale delle parrocchie,  di recente istituzione,  è stata voluta dall'arcivescovo Monsignor Emidio Cipollone.

### Quartiere Lanciano Vecchio

#### Cattedrale della Madonna del Ponte
La Cattedrale, benché non faccia parte formalmente di nessuno dei quattro quartieri storici di Lanciano, si trova nella vicinanze di Lanciano Vecchio, nella piazza del Plebiscito. Si trovava in origine nella parte periferica della città, che continuò ad esserlo sino al XVII secolo, nello spiazzo del mercato circondato ad est dalle mura di Porta Diocleziana, posta presso l'ingresso al Ponte di Diocleziano.

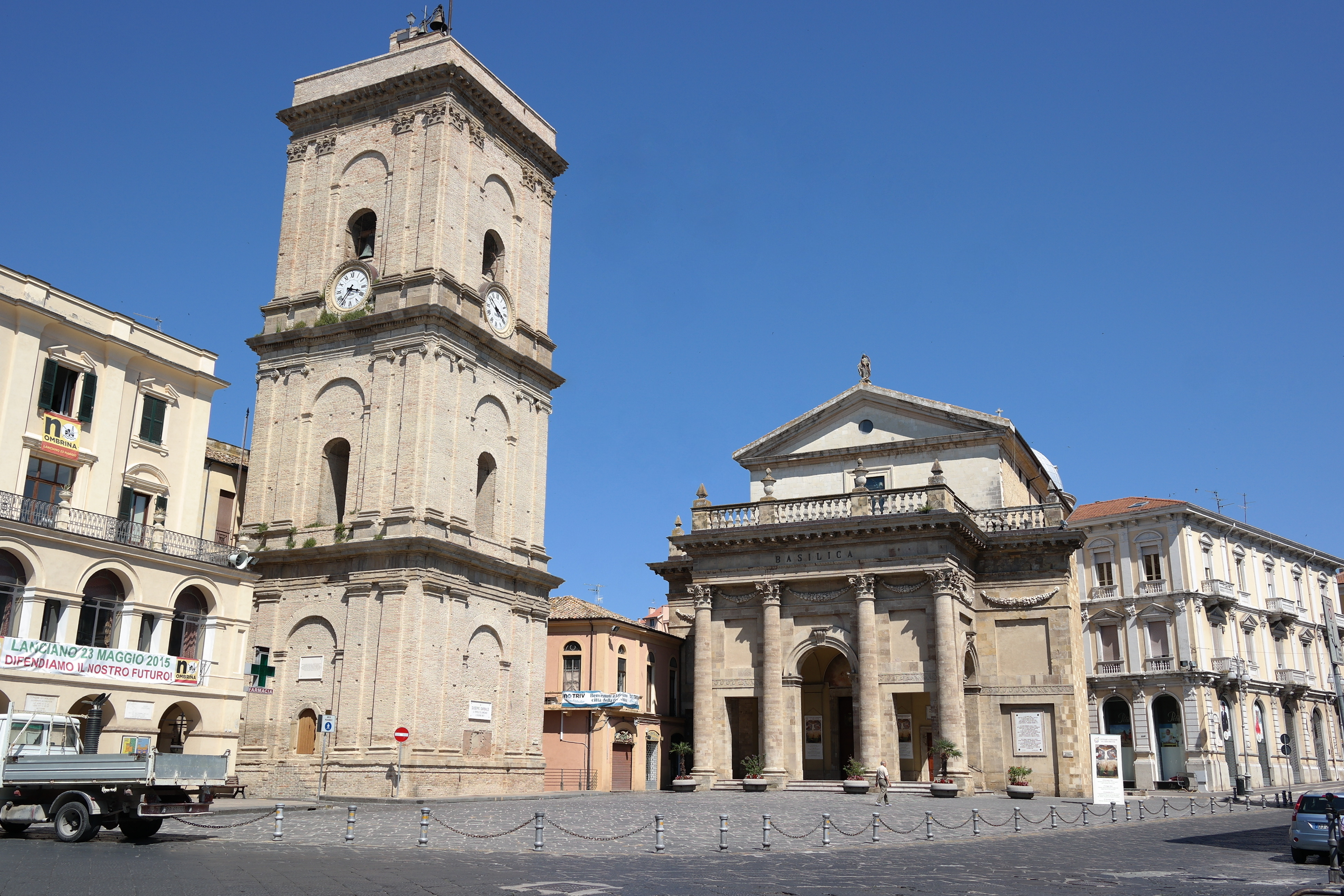
Prospetto della Cattedrale sulla Piazza Plebiscito

Secondo gli antichi storiografi locali come Fella, Polldiori, Bocache, la chiesa sorse nell'area dell'antico tempio di Marte. La prima edicola votiva risale al 1138, sopra il Ponte di Diocleziano, dove fu scoperta murata in una nicchia la statue di terracotta della Madonna. La chiesa vera e propria fu costruita nel XIV secolo, assieme all'attigua chiesa dell'Annunziata, già preesistente. Nel 1610 fu costruita l'imponente torre campanaria, che divenne caratteristica per la campana "squilla", che suona ogni 23 dicembre in ricordo di una processione del vescovo Monsignor Paolo Tasso verso la chiesa dell'Iconicella, ricordano il faticoso cammino di Maria e Giuseppe da Nazareth a Betlemme. L'antico atrio o loggia pubblica (1640) scomparve nell'Ottocento, e nel 1785 iniziarono i veri e propri lavori di ampliamento e ricostruzione.
Si incaricava il pittore lombardo Anton Maria Porano di realizzare delle finte prospettive architettoniche e delle pitture interne con le Allegorie delle Virtù; nel 1758 il nuovo arcivescovo Giacomo Leto aveva provveduto a sostituire la precedente Cona della Madonna, opera di Ottaviano Grandeo (XVI sec.) con una nuova, in marmo restaurando tutto il Cappellone del SSmo Sacramento, eseguita dal marmorano napoletano Crescenzio Trinchese. L'altare in marmo col, recinto fu dei fratelli Felice e Loreto Di Cicco (1793 di Pescocostanzo.

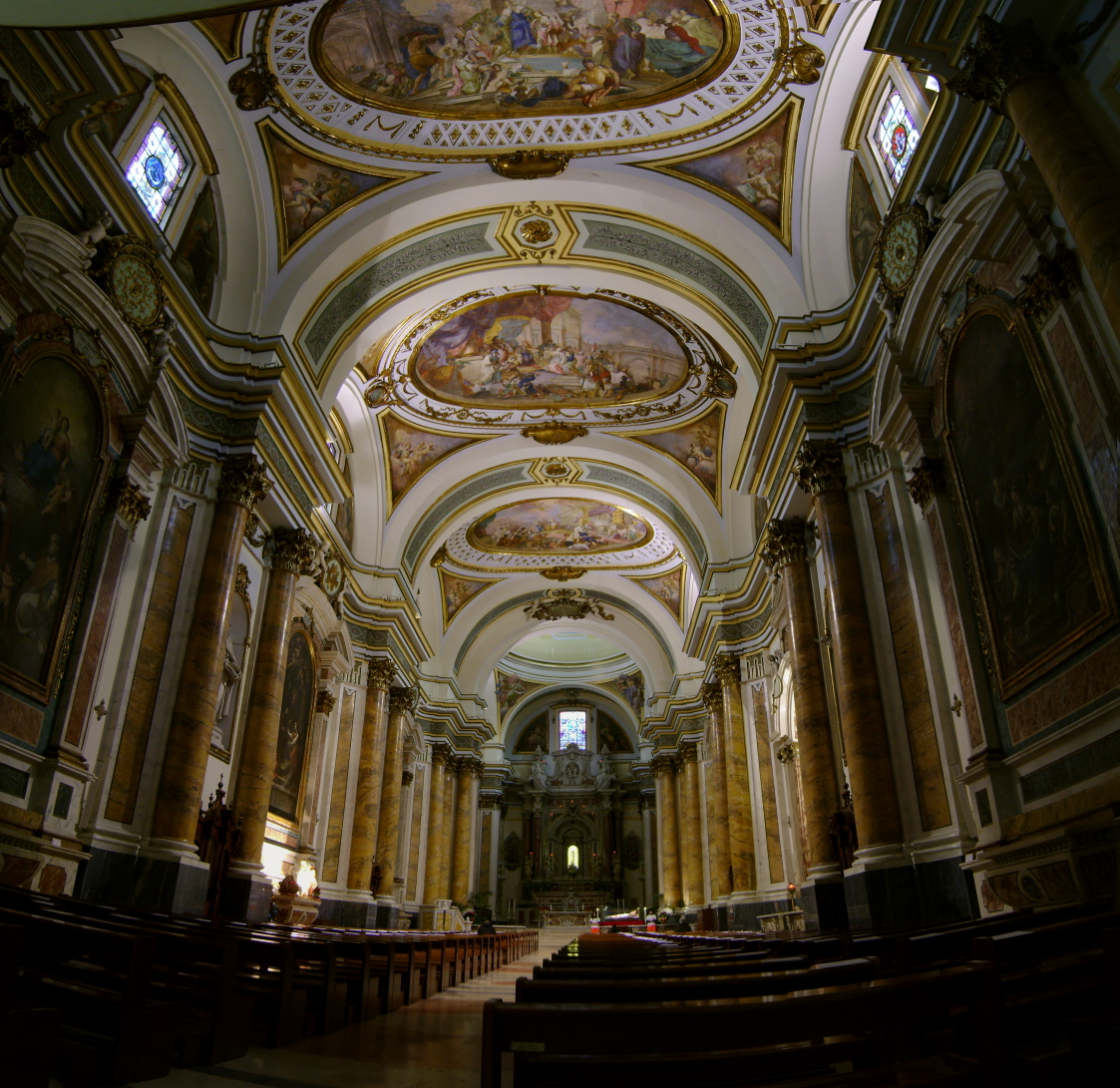
Interno della Cattedrale

Durante i primi lavori di ampliamento settecentesco, su progetto di Carlo Fantoni (1771-78), con perfezionamenti di Nicola Santoro, la BASILICA fu coperta con volte la copertura del soffitto in origine a capriate lignee, demolendo il transetto, sostituita sulla sommità da una cupola a tamburo. Dell'originale transetto a incasso rimane solo la Cappella del Sacramento. Gli altari a dossale, sono scanditi nella navata unica da colonne binate, tra le quali sono collocate statue colossali di tre santi e un profeta, opera di Giacinto Diano. Compiuti gli adeguamenti strutturali, gli stucchi furono affidato ad Alessandro Terzani, che dette un tocco di classicismo ottocentesco alla cattedrale, Il corredo pittorico fu apportato dal Diano nel 1794 circa, mentre la facciata fu affidata ad Eugenio Michitelli, che ci lavorò dal 1817 al 1819, non riuscendo a completarla secondo il suo progetto, molto più monumentale, che prevedeva un rialzo sopra la balaustra sorretta dalle quattro colonne. I fianchi della cattedrale sono rinforzati da robusti bastioni che si fondono, nel lato di sinistra dalla piazza, con quelli del Ponte di Diocleziano. L'impianto è rettangolare, con abside poligonale.

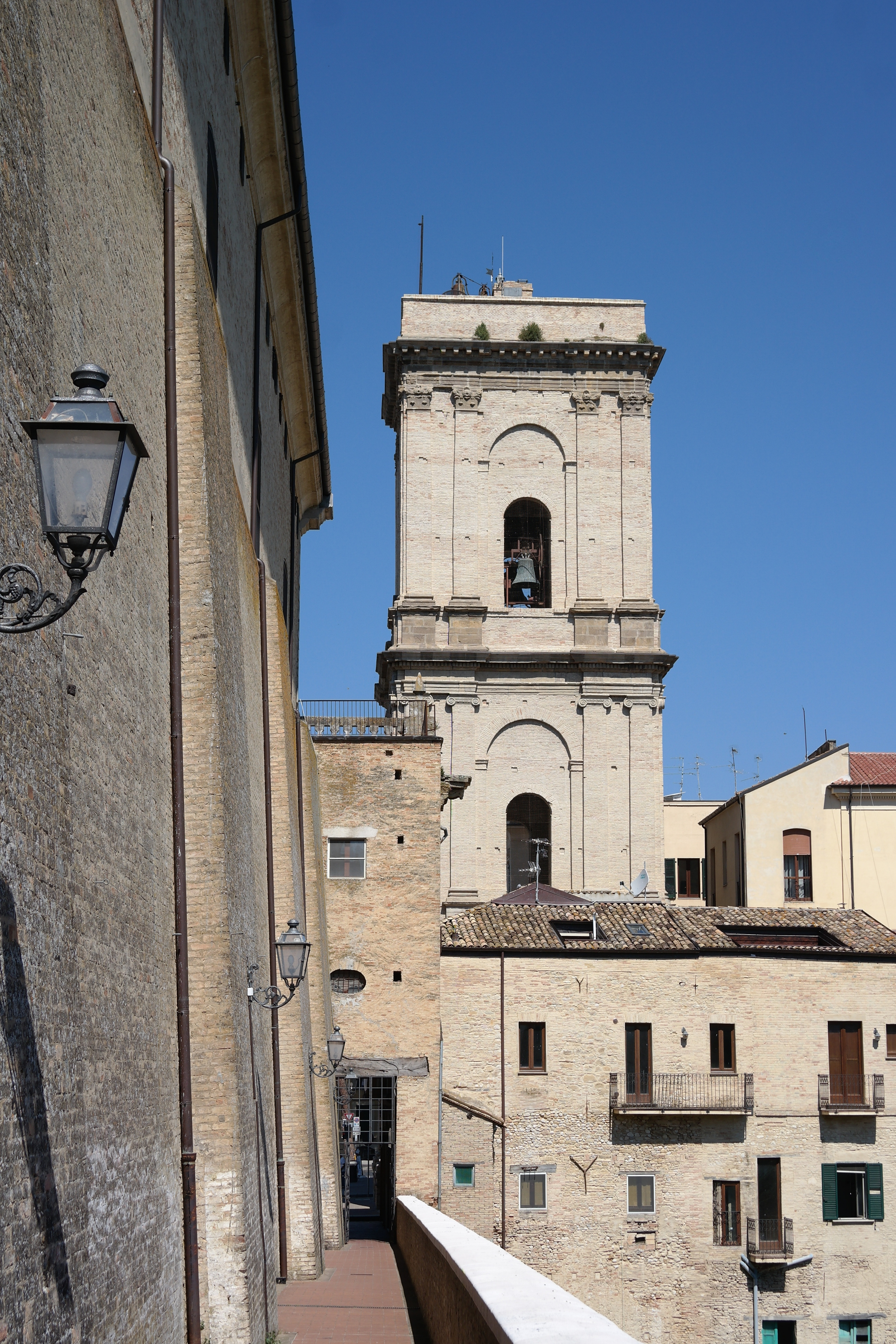
Il campanile visto dal Ponte di Diocleziano

All'interno, da sinistra, si trova un dossale della Madonna col Bambino tra i Santi Andrea Avellino ed Emidio (1794) di Gaetano Gigante, che ci lavorò insieme a Giacinto Diano; nelle lunette soprastanti ai lati della finestra, stanno San Gerolamo e Sant'Agostino, le statue del 1701-1 di Giacinto Diano, con i dipinti di San Francesco di Paola del 1793 di Nicola Monti, e nelle lunette la Virtù dell'Umiltà - Virtù della Prudenza del Diano. Segue il Martirio di Santo Stefano del 1793 del Diano, e nelle lunette i Profeti Aggeo e Abacuc (1790). Nella parete laterale del presbiterio La regina di Saba e re Salomone del 1806 di Giuseppangelo Ronzi da Penne, con i Profeti Isaia e Daniele del 1790 del Diano. Nelle lunette stanno i Profeti Geremia ed Ezechiele; ai lati dell'altare maggiore che ingloba la Cona della Madonna, le due tele centinate con le Virtù sono sempre attribuite al Ronzi.
Proseguendo lungo la parete di destra si trovano nella terza cappella Natività di Maria del 1792 di Giacinto Diano e nelle lunette i Profeti Michea e Abdia del 1790. Nella seconda cappella (quella del Sacramento) è collocata l’Ultima Cena del 1601 di Antonio Solaro, secondo altri di Tommaso Alessandrino. Nelle lunette troviamo la Virtù della Fortezza e la Virtù della Purezza del 1790 di Diano Conclude la sequenza la quarta cappella con la Natività i San Giovanni Battista di Donato Teodoro da Chieti.
La volta della navata è decorata con tre grandi affreschi di Giacinto Diano: Il sacrificio di Elia - Ester e Assuero - Davide mostra a Salomone il progetto del Tempio di Gerusalemme.

#### Chiesa di Sant'Agostino

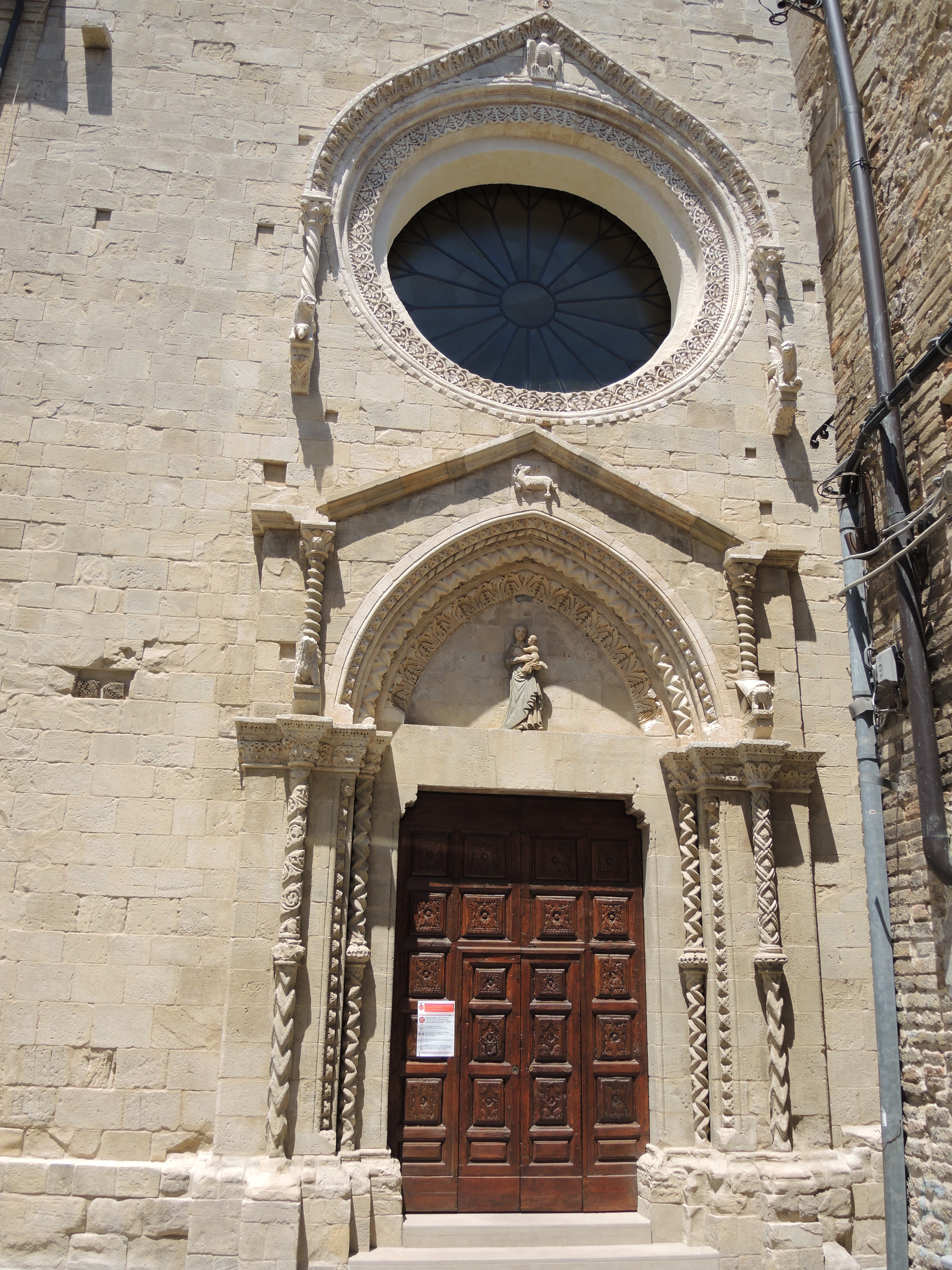
Prospetto di Sant'Agostino

Sorge su Larghetto D'Anniballe lungo la via dei Frentani, nel quartiere Lanciano Vecchia. Fu costruita nel 1266 dopo che l'area di edificazione venne concessa nel 1244 agli agostiniani. Si hanno tracce significative della fase trecentesca di costruzione (la monumentale facciata attribuita al maestro F. Petrini), nella facciata realizzata. Il suo portale è circa del 1317 circa o di qualche anno più tardi. Di rilievo è anche la statua della Madonna col Bambino presso la lunetta, e le decorazioni a pietra trapunta di diamante della cornice ogivale, e dei motivi vegetali lungo le colonne dello strombo. Sopra la ghimberga e sui capitelli dei due stipiti troneggiano figure mostruose come leoni e grifoni; invece l'oculo del rosone differenza di quello di Santa Maria Maggiore ha una ghimberga decorata a punta di diamante con sul vertice l'aquila angioina, mentre le due connette laterali poggiano su capitelli dal motivo antropomorfo. 
La torre campanaria visibile dal chiostro quadrato, decorato da archi, dell'ex convento, è uno dei migliori esempi del campanile quattrocentesco lancianese, scandito in tre settori da cornici, con finestre gotiche a bifora (lato interiore), monofore ogivali (settore medio), e finestre a tutto sesto per la cella campanaria. Quest'ultimo settore è più recente della costruzione medievale. 
Le vicende quattrocentesche della chiesa sono legate al 1438, quando il frate Jacopo andò a Venezia per un pellegrinaggio alle reliquie dei Santi Simone e Giuda Taddeo Apostoli. Il frate volle riportare le reliquie con sé a Lanciano, senza chiedere il permesso del Doge, che si adirò e volle attaccare il porto della città, l'allora villaggio di San Vito, ma sbagliò e assediò la Puglia, a San Vito dei Normanni. La lapide presso la cappella dentro la chiesa ricorda appunto il curioso evento e la successiva concessione di conservare le reliquie da parte del doge Foscari, per cui si costituì una confraternita. Nel '400 fu anche costruito il campanile turrito in stile tardo-gotico. L'interno della chiesa ha perso lo stile medievale, presentandosi in forme barocche della scuola di Girolamo Rizza e Carlo Piazzoli, a navata unica con volte a crociera. Il monumentale altare fu indorato nel 1602 da Bernardino Altobello; è a dossale e presenta un fastigio a cimasa con impianto tripartito, scandito da colonne scanalate aggettanti; nella parte centrale è accolto un grande dipinto della Madonna in Gloria tra Angeli e i Santi Agostino, l'Arcangelo Michele e Apollonia, forse di Felice Ciccarelli di Atessa. Nel 1624 fu restaurato l'organo assieme al pulpito. Dopo la soppressione degli agostiniani, la chiesa fu ripristinata nel 1679 dal marchese di Vasto. Gli stuccatori Gerolamo Rizza e Carlo Piazzoli nel '700 abbellirono gli interni. Tra le opere monumentali il busto commemorativo del barone Gaetano Gigliani di Vasto.

#### Cappella di San Simone e San Giuda Taddeo
Annessa alla chiesa di Sant'Agostino, accessibile sia dall'interno di questa chiesa, che da via dei Frentani, all'ingresso secondario, è una chiesa a sé stante, come dimostra l'impianto quadrangolare all'esterno, e a pianta centrale circolare all'interno. L'esterno mostra inoltre la cupola senza tamburo, che termina a cono, e il campanile laterale a torretta, l'accesso è molto semplice, dato da una targa commemorativa che ricorda la riapertura al culto della chiesa nel 1825 per volere di re Ferdinando II, dopo la sconsacrazione francese. L'interno è interamente ricoperto di stucchi e affreschi. La partitura a stucchi e pennacchi sarebbe del maestro lombardo Giovan Battista Gianni, attivo a Lanciano e in Abruzzo nel primo ventennio del Settecento insieme agli allievi Rizza e Piazzola, che decorarono la chiesa di Sant'Agostino. Al centro di questa cappella si trova il reliquiario della testa e del braccio di San Giuda Taddeo, apostolo di Cristo, e di San Simone Apostolo, le cui reliquie nel 1412 sarebbero state trafugate dal frate Jacopo a Venezia.
Prima del trasferimento nel Museo diocesano, la cappella conservava anche preziose statue lignee, come quella originale di Sant'Agostino e di Sant'Orsola, oggi si conservano altre statue di pregio come la Madonna della Cintura, opera di Giacomo Colombo d'Este, e i gonfaloni della Confraternita dei Santi Simone e Giuda apostoli.

#### Cappella di Santa Croce

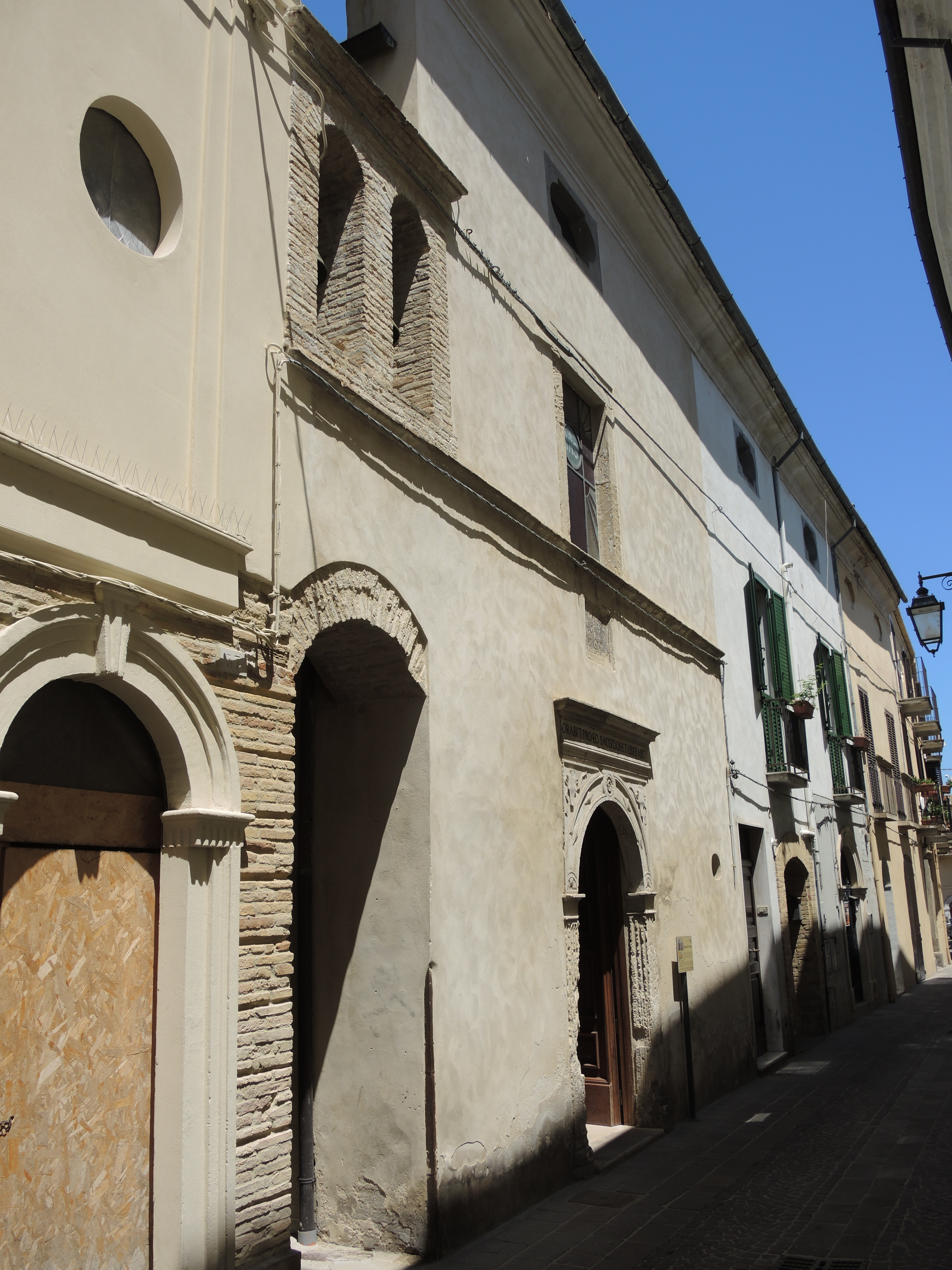
Prospetto della cappella di Santa Croce

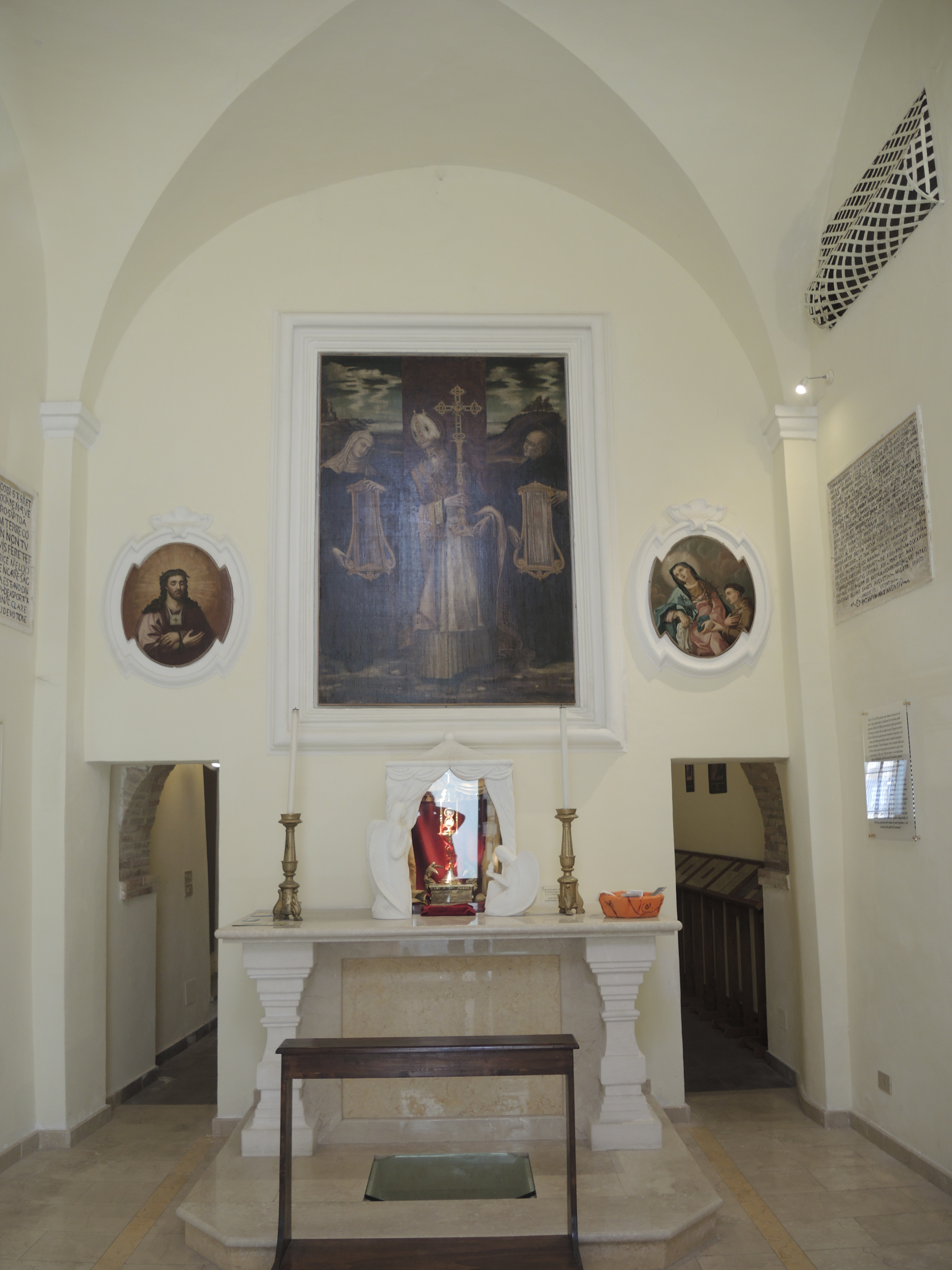
Interno della cappella di Santa Croce, il Miracolo eucaristico "de lu Frijacrìste"

Risale al 1583 per volere dell'arcivescovo Bolognini, e si trova lungo la via dei Frentani, ed è a navata unica, con facciata molto semplice ornata da timpano del portale in stile tardo-rinascimentale, con iscrizione latina. L'interno ha un dipinto della Madonna, che sovrasta il reliquiario, e una sala museale con dei documenti storici riguardanti il miracolo della Ricciarella.
La chiesa infatti fu realizzata nella stalla dove alla fine del Duecento si verificò il cosiddetto miracolo di Ricciarella o "de lu Frijacríste", dato che la donna bruciò l'ostia, nascondendola poi nella paglia della stalla. I documenti vescovili storici riguardo al miracolo si trovano nella nicchia dietro all'altare della cappella.  Il miracolo è conservato nel convento agostiniano di Offida, dove fu portato per volere di papa Bonifacio VIII. Nel 2003 una porzione è stata ricondotta in Lanciano.

#### Chiesa di San Biagio

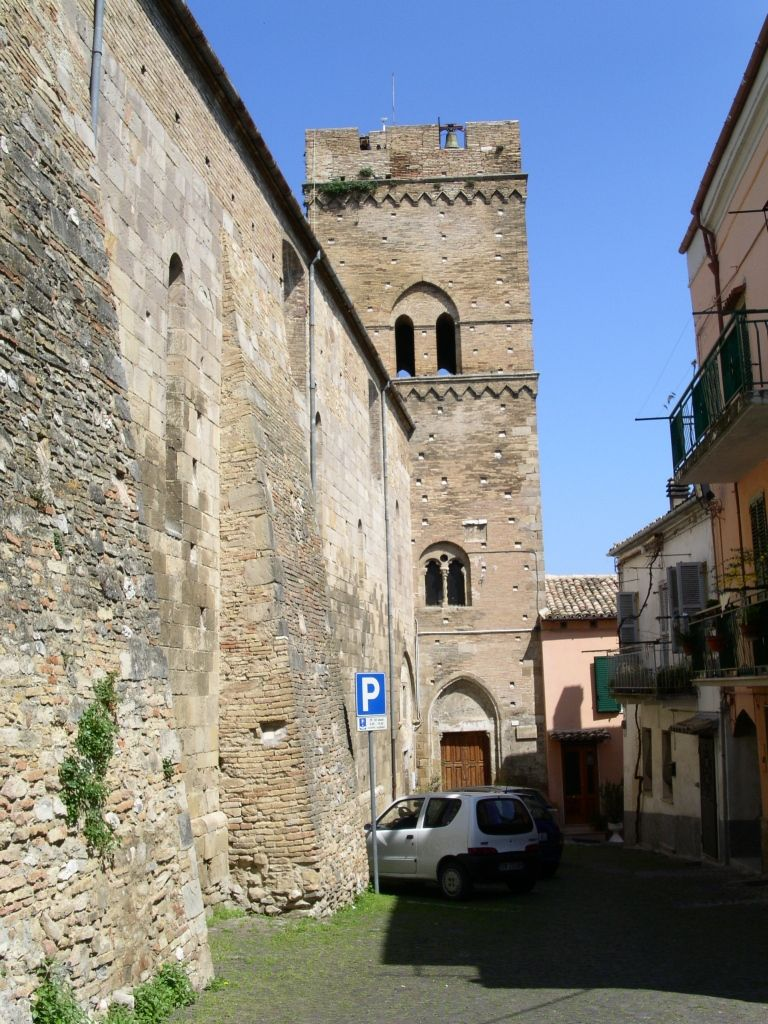
Chiesa di San Biagio

Si trova nella parte più a nord del quartiere Lanciano Vecchia, al termine di via dei Frentani, affacciata su Laghetto Ricci
La chiesa più antica della città, del 1059. Nel 1096 i Conti normanni Drogone (detto Tasso, o Tassone, o Tascione) e Roberto di Loritello, due fratelli che governavano insieme l'Abruzzo adriatico, la donano al Vescovo di Chieti Rainolfo; il che lascia ipotizzare che sia stata costruita dai Normanni. Nonostante le trasformazioni successive dell'interno a navata unica, la chiesa ha mantenuto l'sterno nell'originale planimetria a capanna con bastioni sui fianchi. Nel 1345 fu costruita l'imponente torre campanaria per volontà di ser Scipio arciprete di Archi. La massiccia molte in laterizio della torre si caratterizza dalle fasce marcapiano dentellate e da due bifore gotiche su ciascun lato. Vi sono tracce all'interno dell'originale decorazione in ceramica policroma, due altari laterali, uno dei quali mostra la plastica scena dell'Annunciazione. Vi è la statua medievale di San Biagio del XV secolo, la statua di Sant'Isidoro agricoltore, e la settecentesca Madonna dei Raccomandati di Giacomo Colombo, appartenente all'omonima confraternita lancianese, insieme alla Madonna della Consolazione o della Cintura del 1708, conservata nella chiesa di Sant'Agostino. Delle sculture antiche si trova il gruppo gotico dell'Annunciazione, e il fonte battesimale in pietra a forma di conchiglia. La cripta (anticamente cappella di San Giorgio) è stata realizzata sul podio di un tempio romano, ornata da campate con colonnine cilindriche e volte a botte.

#### Chiese distrutte o sconsacrate di Lanciano Vecchio
- Chiesa della Santissima Annunziata: si trovava in Piazza Plebiscito, accanto alla Cattedrale, nel luogo dove oggi una lapide ricorda la data di completamente nel 1412 e la demolizione nel 1819. Fu eretta, secondo le cronache locali, sopra un tempio dedicato a Marte, esistente già dal 900 d.C., mentre nel 1032 vi presiedeva un Preposto con 9 canonici. Nel 1030 fu costruito un trono episcopale in pietra grezza, molto simile a quello della chiesa di Sant'Aspreno a Napoli; secondo gli storici era sede vescovile già prima della chiesa di Santa Maria del Ponte, ed aveva il controllo parrocchiale su tuta la piazza e il largo delle Fiere; sebbene Lanciano solo nel 1515 formalmente divenne sede episcopale, distaccandosi dalla Diocesi di Chieti. Nel 1031 un tal Borrello di Polone fece una donazione al preposto Dauferio, come si legge da un documento dell'archivio episcopale, segno che la chiesa gestiva le rendite del territorio, quando nel XIII secolo venne sostituita da Santa Maria del Ponte. La chiesa fu ricostruita nel 1397 perché cadente, e completata nel 1412 in stile gotico, con un bel rosone a raggiera opera di Pietro Follacrri da Lanciano, e un portale ogivale, smontato nel 1819 e presente presso l'ingresso maggiore del Palazzo Arcivescovile, dove fu rimontatoi. Nel 1488 ad istanza dell'Università di Lanciano, Papa Innocenzo VIII soppresse i benefici di cui godeva la chiesa, e ne aggregò le rendite all'attigua Madonna del Ponte. Ci fu un lento declino, poiché la chiesa divenne una semplice cappella per ospitare i pellegrini e i mercanti in viaggio verso il piano delle Fiere, fino alla demolizione nel 1819 per volere di Eugenio Michitelli, che si occupò della costruzione della facciata neoclassica della Cattedrale.

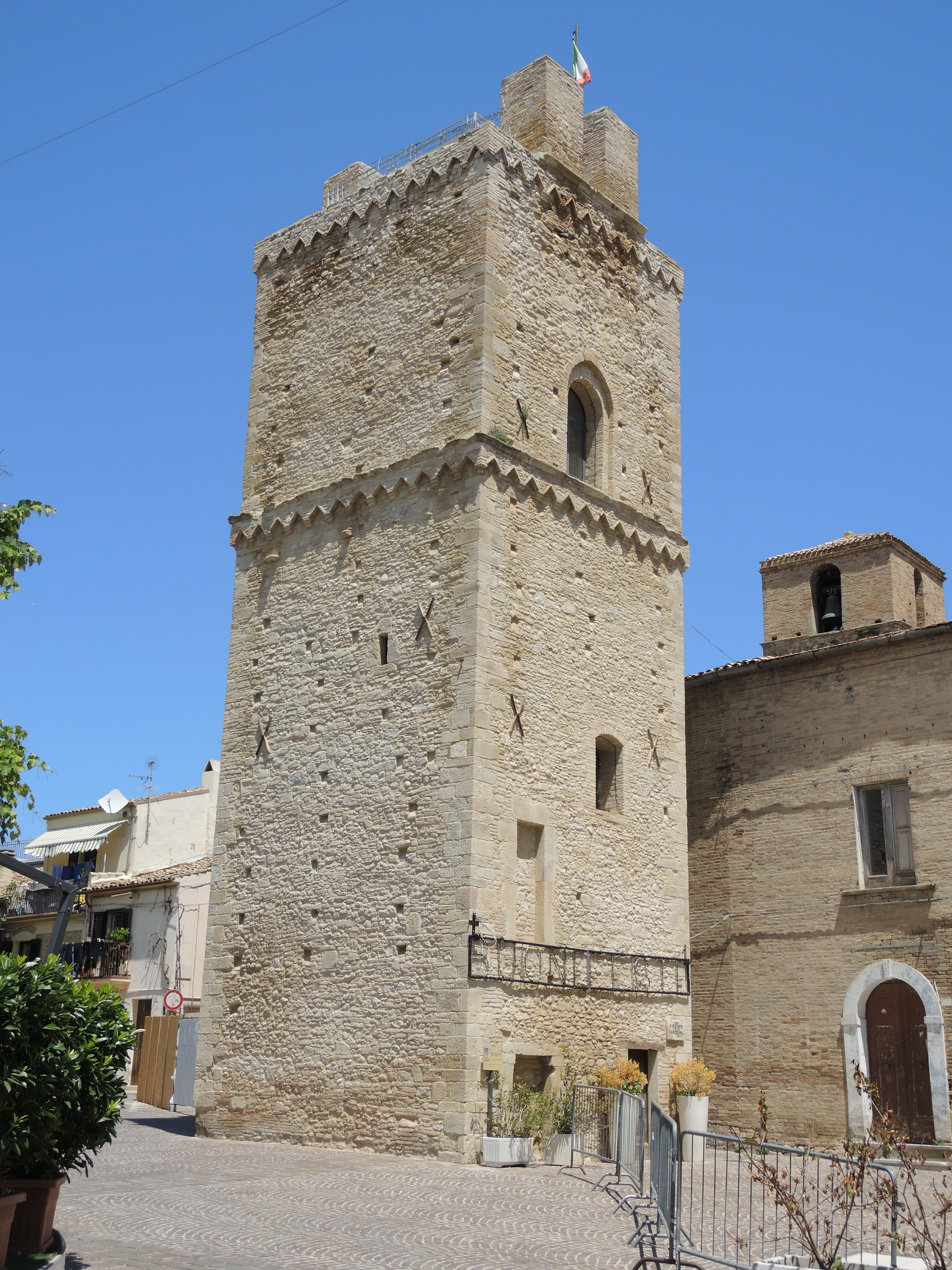
Torre campanaria di San Giovanni o "della Candelora" e campanile di Sant'Agostino

- Ex convento di Santa Maria della Sanità: detto anche "San Giovanni di Dio", eretto nel XVI secolo come ospedale della Santa Casa del Ponte gestito dalla Compagnia Fatebenefratelli, si trova in via Piave, presso l'accesso ad arco (Porta Santa Maria del Ponte) al Ponte di Diocleziano. Il convento si conserva molto bene, anche se sconsacrato nel 1867, la facciata è ancora leggibile, col portale in pietra tardo romanico ad arco a tutto sesto con iscrizione, e cassa laterale per la ricevuta delle offerte, mentre l'accesso dell'ex monastero, oggi struttura residenziale, è sempre ad arco a tutto sesto in pietra. Il vano rettangolare prima dell'accesso vero e proprio al palazzo dimostra che il convento era dotato di un piccolo chiostro con giardino.
- Chiesa di San Maurizio: era una delle chiese più importanti del quartiere Lancianovecchia, nonché una delle più antiche; si trovava nell'attuale Piazzetta dei Frentani, poco dopo le botteghe medievali di Nicola De Rubeis, e prima della chiesa di San Biagio. Inizialmente San Maurizio, a detta dei cronisti locali, fu il santo patrono di Lanciano, chiamato in soccorso dalla popolazione nel 610 durante l'occupazione dei Longobardi, nella guerra contro il greco Comitone che voleva soggiogare la città coll'esercito bizantino. La chiesa doveva esistere già prima del 592, quando ricevette benefici da papa Gregorio I, poi nel 610 da Bonifacio III e Nicolò II nel 1059.[6]La chiesa fu parrocchia sino al XVIII secolo, quando venne amministrata poi dalla vinca San Biagio, per poi essere demolita nel secondo Ottocento. Occupava l'attuale piazzetta dei Frentani, e alcune sue opere di pregio sono conservate nel Museo diocesano. Aveva una campana del 1342, la più antica di Lanciano, anch'essa conservata nel Museo diocesano. Presso la chiesa vi risiedettero i primi Arcipreti che avevano il controllo di Lancianovecchio, aveva una pianta rettangolare con portale ogivale, il pavimento a mosaico romanico, e il soffitto a capriate lignee con losanghe dorate. Ci fu un restauro nel 1580 che la trasformò in stile barocco, finanziato dai signore De Arcangelis, a spese di don Vincenzo Radio. La chiesa restò in piedi sino al 1825, quando venne demolita per pericoli statici.

- Chiesa di San Martino: demolita nel 1848 perché pericolante. La chiesa era antica, citata tra i possedimenti dell'abbazia di San Giovanni in Venere. Occupava l'area di Largo Tappia, dove oggi sorge Palazzo del Capitano, e risaliva al XII secolo. Dopo la demolizione alcune opere sono state trasferite in altre chiese, e poi nel 2002 nel Museo diocesano. Tali opere sono i dipinti di San Giovanni Evangelista e la Madonna col Bambino decorati da un diadema vero sulle teste. Nel 1608 venne istituita nella chiesa la famosa Arciconfraternita "Morte e Orazione", che oggi occupa la chiesa di Santa Chiara. La chiesa, come riporta un documento di una visita del 13 gennaio 1613 di A. Caramanico, vicario del Vescovo, risultava a navata unica con 5 altari: il maggiore, l'altare del Carmine, l'altare di Santa Maria di Costantinopoli, l'altare del Crocifisso e l'altare della Concezione. La chiesa aveva origini molto antiche, perché già nel 1373 è menzionata in un documento dell'abbazia di San Giovanni in Venere, sotto cui era amministrata. Nel 1449 circa venne eretta a parrocchia, perché i cappellani di San Martino e San Maurizio si opposero alla visita dell'Arcivescovo di Chieti, reclamando la visita dell'arciprete di Lanciano. Dopo la demolizione, venne realizzato Palazzo De Giorgio, o anche "del Capitano", dal nome di Alfonso Cotellessa, che nel primo ventennio del Novecento lo fece restaurare in stile liberty.

- Chiesa di San Lorenzo: era una delle chiese più interessanti, secondo le cronache, del rione Lancianovecchia, situata nell'attuale Largo San Lorenzo. Risalente al XIII secolo circa, subì rimaneggiamenti barocchi, fino alla demolizione ottocentesca. Un importante affresco è stato staccato dalla parete e conservato nel Museo diocesano, conservato in precedenza nel deposito agostiniano. La chiesa è documentata nel 1517 quando divenne la quinta parrocchia di Lancianovecchio, con l'istituzione della diocesi. Conteneva una spina della Corona di Cristo e una porzione del Sacro Legno, successivamente questi manufatti nel 1671, per volere dell'Arcivescovo Alfonso Alvarez, vennero traslate nella Cattedrale. Nel 1875 crollò il tetto della chiesa, chiusa al culto da anni, e pertanto avvenne la demolizione nel 1882. Alcuni cimeli sono esposti nel Museo diocesano.

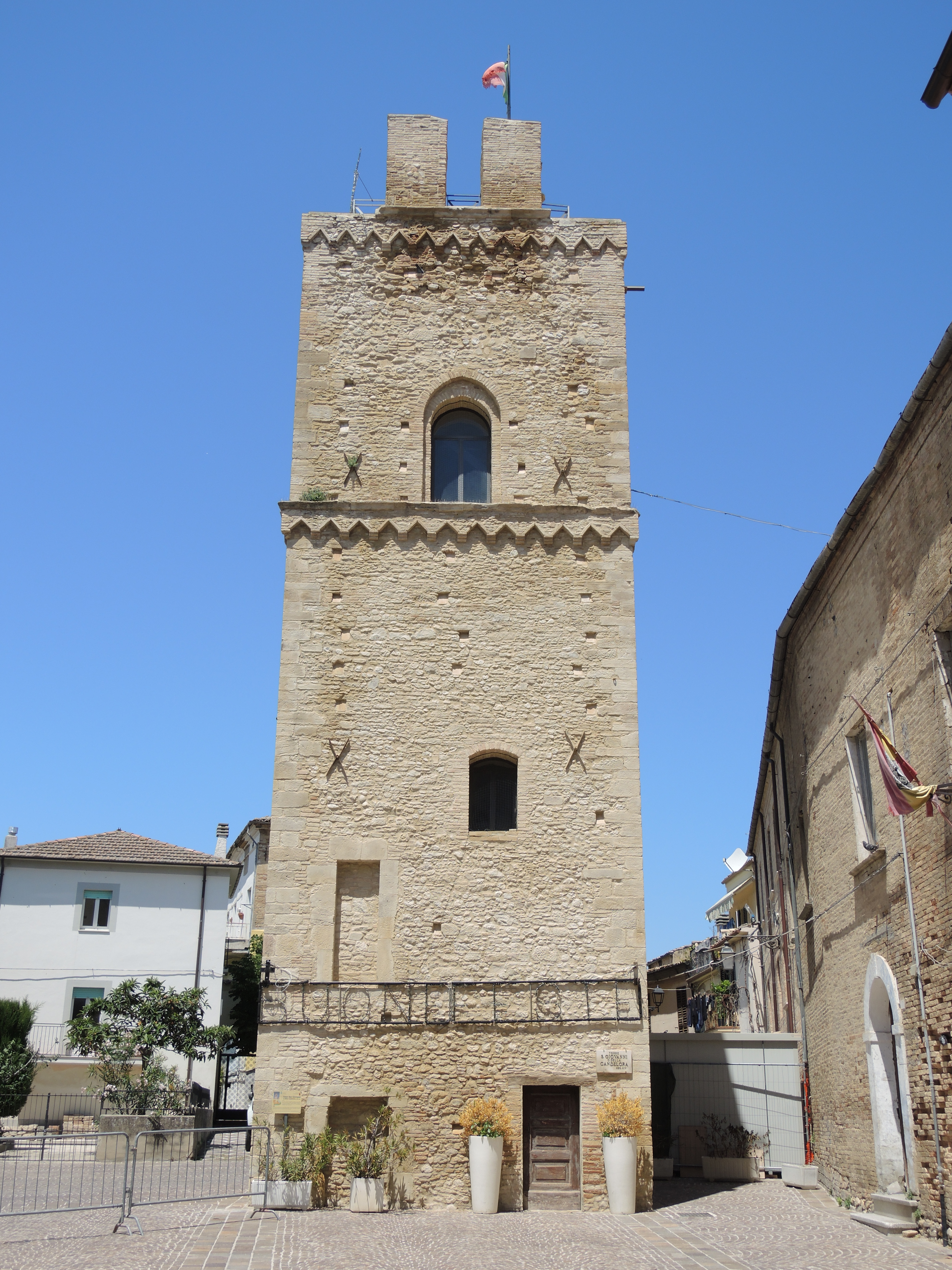
La Torre di San Giovanni o della Candelora

- Chiesa di San Giovanni Battista o della Candelora: si trovava presso il largo con la torre omonima in via dei Frentani, che era il campanile. L'edificio era una delle 6 chiese del Colle Erminio o Lancianovecchia, e risaliva al XIII secolo, benché delle fonti la facciano risalire all'epoca longobarda. Il portale era ogivale medievale, in pietra arenaria, secondo i "regesti" dei documenti dell'Archivio diocesano di Lanciano, al suo interno conservava la tela del Salvatore, e un'epigrafe con scritto "Non avertas era faciem tuam me, quia ego Deus tuum sum", un affresco della Madonna di Costantinopoli, forse del pittore Giacomo Di Campli. Fu parrocchia fino al 1827, quando venne soppressa dall'arcivescovo Francesco Maria De Luca, che l'aggregò all'attigua chiesa di Sant'Agostino. Nel novembre 1943 un grave bombardamento la danneggiò, e venne definitivamente demolita nel 1949.[7]Della chiesa resta in piedi la torre campanaria del XIV secolo, in stile lombardo, con ordine di cornici marcapiano dentellate, e finestre ad arco acuto, è stata restaurata e utilizzata come punto di osservazione panoramico.
- Chiesa di San Giuseppe Calasanzio e Scuole Pie: si trovava sulla salita dei Frentani, dove oggi troneggia il Teatro Fenaroli. Il teatro è stato realizzato nel 1841 su progetto di Taddeo Salvini di Orsogna, situato nell'antica chiesa del Transito di San Giuseppe, annessa al collegio delle Scuole Pie. Il convento ed il collegio fu fondato nel 1644 quando il nobile Giovan Battista Valsecca lasciò la sua eredità ai Padri Scolopi perché a Lanciano venisse eretto un collegio per l'educazione giovanile. Il convento però venne iniziato nel 1735, quando venne approvata l'idea di realizzare un principale centro amministrativo del Capitano, che non fosse dentro le mura della piccola Santa Casa del Ponte. Il progetto del complesso fu di Carlo Peri Milanese, la camera delle carceri fu benedetta nel 1736 dal vescovo Ciccarelli, usata come cappella dell'educandato. Il convento esercitò la sua attività sino al primo ventennio dell'800, quando fu soppresso per la trasformazione in teatro pubblico. Il progetto di costruzione fu approvato nel 1834 con delega all'architetto Taddeo Salvini, con una prima scelta di erezione presso le vecchie carceri in Piazza, e successivamente presso il collegio. Una porzione dell'ex collegio fu restaurata nel 1869 da Filippo Sargiacomo, il quale realizzò il loggiato della Casa di Conversazione.

### Quartiere Civitanova

#### Chiesa di Santa Maria Maggiore

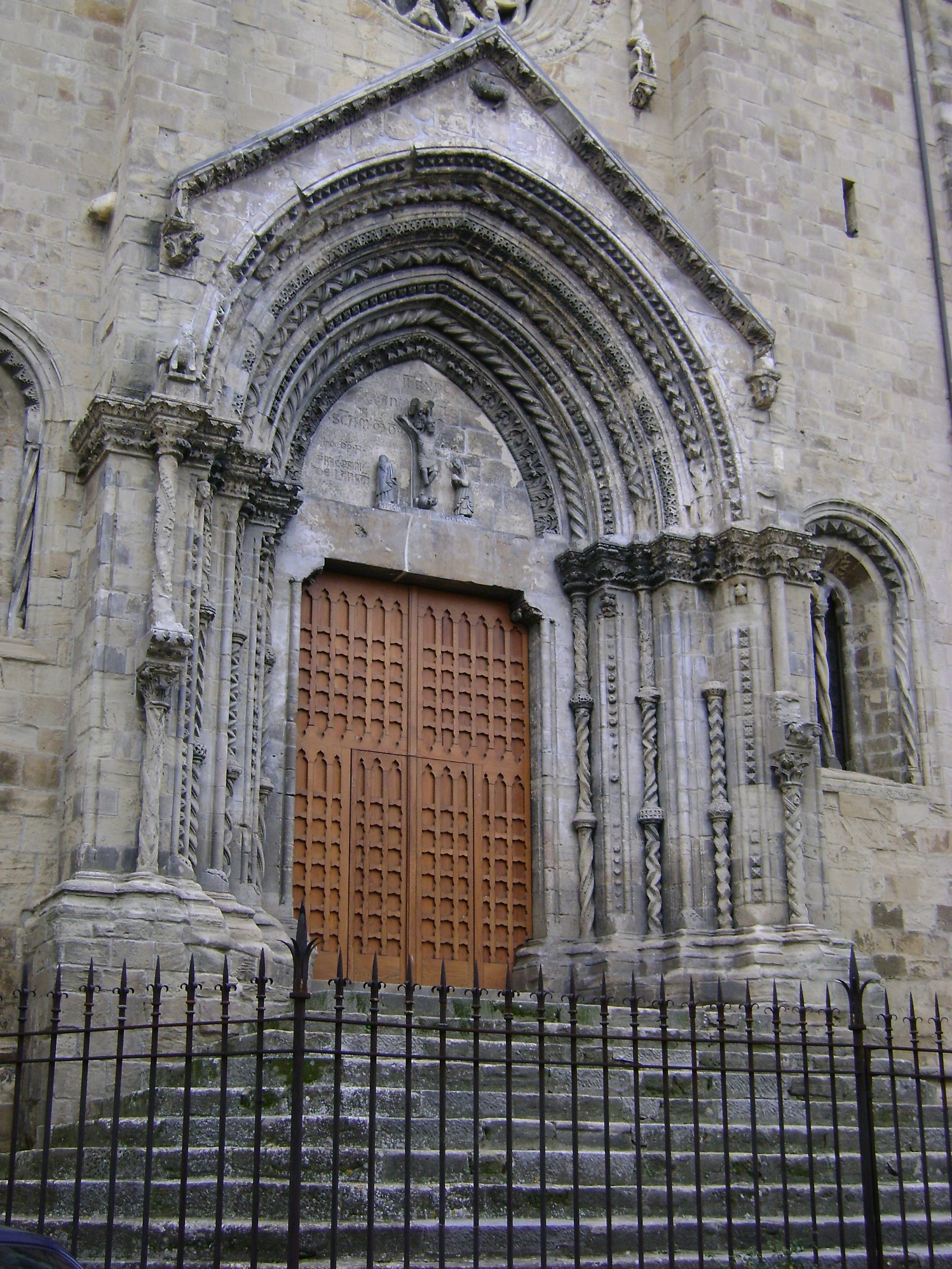
Portale chiesa di Santa Maria Maggiore, opera del Petrini

Sorge nel quartiere medievale Civitanova, lungo via S. M. Maggiore, mentre il campanile col retro, che fino al XIV secolo costituiva il principale accesso, su via G. Garibaldi.  La chiesa esisteva sin dal XII secolo, costruita secondo gli storici locali sopra il tempio di Apollo, che sorgeva immerso in un bosco, da cui il nome dell'altura Colle Selva. Della struttura antica romanica oggi sopravvive solo un arco inglobato nell'accesso presso il campanile. La nuova chiesa fu completamente rifatta nel 1227, seguendo lo stile gotico borgognone. Nel Trecento la chiesa venne notevolmente abbellita dal portale e dal rosone gotici di Francesco Petrini di Lanciano (terminata nel 1317), e nel XVII secolo dopo un terremoto, curiosamente venne costruita una seconda chiesa accanto all'originale con due navate grandi il doppio delle originali tre gotiche, con una seconda facciata tardo gotica molto simile a quella del Petrini. Nel 1968 dei restauri hanno restituito le 3 navate originali, e la chiesa nuova del 1540 con le due navate e le cappelle, posta accanto divenne sacrestia, pur mantenendo le navate, con le tre cappelle monumentali laterali.
Santa Maria Maggiore è un caso unico in Abruzzo per la sua planimetria poligonale, costituita da due facciate e due corpi di epoca differente. La facciata è ornata dal rosone a raggi, e dal portale strombato con la lunetta abbellita da un bassorilievo della Crocifissione. Il campanile è una svettante torre in laterizio del Quattrocento. All'interno, diviso in tre navate, le volte sono a crociera con costoloni, e il presbiterio si trova presso l'antico ingresso monumentale di Petrini. Tra le opere di pregio ci sono il sarcofago di San Donato bambino e una croce in argento dotato di Nicola da Guardiagrele.

#### Chiesa di Santa Giovina o Santa Maria Nuova

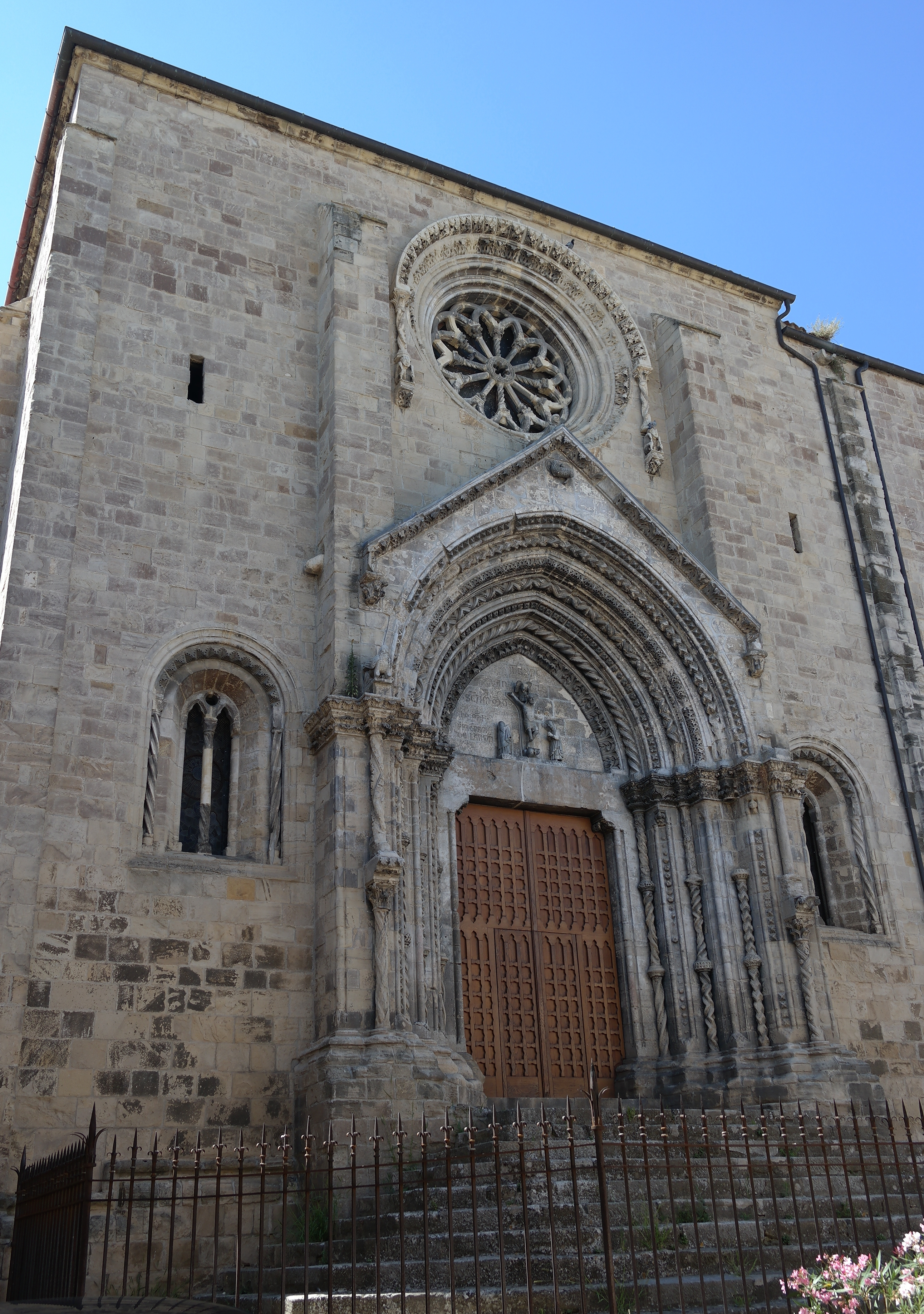
Facciata originale di Santa Maria Maggiore, opera di Francesco Petrini (1317)

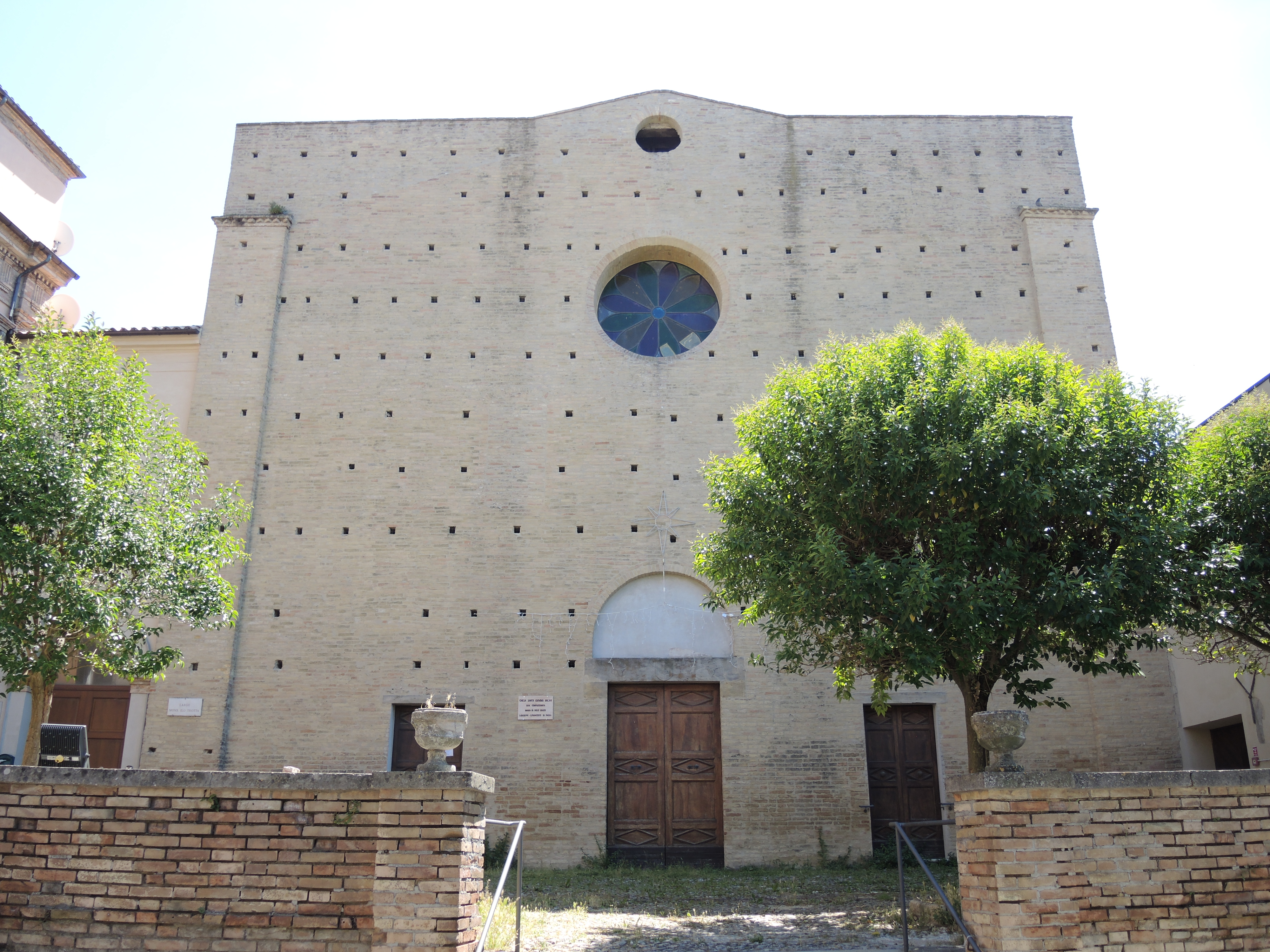
Prospetto della chiesa di Santa Giovina

Si trova in Largo dell'Appello nel rione Civitanova. Fin dal XIV secolo esisteva la chiesa di Santa Maria Maddalena, con attiguo monastero presso le Torri Montanare. Nel 1502 Dino Riccio, ricco patrizio lancianese, lasciò l'eredità ai canonici lateranensi della chiesa, con lo scopo di ampliare la chiesa. L'anno successivo i canonici si assunsero la responsabilità dei lavori, e il 21 dicembre 1518 la chiesa fu consacrata a "Santa Maria dei Miracoli", nota anche come Santa Maria La Nova , poiché i Padri Rocchettini vi trasferirono dalla più piccola chiesa di Santa Maria in Badia nei pressi di Frisa .
Nel 1831 Ferdinando II delle Due Sicilie autorizzò la fondazione della confraternita di San Giuseppe, Santa Maria e San Francesco di Paola, che si insediò nella chiesa; oltretutto nel 1846 vennero ritrovate a Roma le sacre reliquie di Santa Giovina, vergine educata ai principi cristiani e dal marito Coas, senatore romano. Le reliquie vennero donate alla chiesa lancianese, che assunse tale nome. Dopo la scossa di terremoto del 1984 nella Valle di Comino, la chiesa fu restaurata e riaperta nel 1992; nel 1996 fu chiuso il carcere ospitato nell'ex convento, soppresso dal 1866, affinché i detenuti fossero spostati in una sede più moderna a Villa Stanazzo. L'ex convento ospita la Scuola civica di musica "Fedele Fenaroli" con la Schola cantorum, e il Centro di documentazione musicale "F. Masciangelo".
La chiesa è a navata unica, con facciata cinquecentesca austera in mattoni a vista,  portale centrale a lunetta a tutto sesto con il simbolo dei Padri Rocchettini, sormontato da un oculo in asse, con vetrata a morivi floreali. Il piccolo campanile retrostante è a vela. L'interno è stato ricostruito in stile neoclassico della scuola di Vincenzo Perez di Ortona, con tipici rilievi e stucchi presso le pareti. Di interesse l'organo ligneo della bottega di Di Martino (XVIII secolo), con i cassettoni dipinti da vasi e motivi floreali. Sulla parete destra in fondo, si trova il monumento sepolcrale del patrizio Dinno Ricci (XVI sec.), il finanziatore della chiesa. Presso un sacrario si trova la tomba di Santa Giovina, scortata a Lanciano il 18 luglio 1850. La tomba presenta una lapide in marmo che reca l'iscrizione latina A JOVINAE FIGLIAE DULCISSIMAE.
Nella bara vitrea è contenuta un'ampolla con sangue misto a terra, poiché la ragazza fu decapitata nel martirio. Il corpo è stato ricostruito con parti di cera per le mani e i piedi. Lungo le pareti laterali si aprono tre cappelle per lato, delle quali quattro contengono le statue di San Luigi, san Francesco da Paola, sant'Antonio di Padova e Gesù. Gli altari laterali sono delle piccole nicchie, di interesse l'altare maggiore con tabernacolo monumentale. e il coro ligneo con dipinti gli stemmi dei canonici e degli arcivecsovi italiani aderenti alla Congrega deiu Rocchettini.

#### Cappella arcivescovile di San Gaetano
Si trova nel Palazzo arcivescovile. Fu eretta nel 1860 dall'arcivescovo Monsignor Carafa, e una parte è visibile nell'abside su via Finamore, con il campanile a vela murato nella sopraelevazione dell'Arcivescovado degli anni '60. La cappella ha navata unica, realizzata in stile tardo barocco, con le paraste, i capitelli e la trabeazione in stile neoclassico; il soffitto è voltato a crociera di colore azzurro, di grande interesse la mensa d'altare maggiore opera del Trinchese, in marmi policromi.

#### Chiese scomparse
- Chiesa di San Pantaleone o San Carlo Borromeo: la chiesa è sconsacrata, situata in via Finamore, ed era la parrocchia del sobborgo dei Funai, tra la Civitanova e il rione Borgo. Per la chiesa di San Pantaleone nel 1543 era rettore don Fabio Florio, il quale per il restauro vendette al monastero di Santa Maria Nuova (oggi Santa Giovina) un orticello che formava parte della via dei Funai. Prima di quest'epoca la chiesa era detta "San Nicola dei Ferriati", con annesso ospedale. L'altare maggiore di San Pantaleone, da cui il nome della chiesa venne ampliati nel 1593 per volere dell'Arcivescovo Monsignor Paolo Tasso. L'ospedale era uno dei più antichi di Lanciano, risalente al 1371, menzionato da un documento del priore Andrea di Gaeta, e occupava l'area di "Vallebona dei Funai". Questo ex convento in parte fu requisito dopo l'Unità d'Italia, e adibito a scuola tecnica professionale, dedicata poi alla memoria del prof. Pietro De Giorgio; rimasta in abbandono quando i locali furono trasferiti in una moderna sede. La facciata, in mostra su largo dei Funari, è di gusto ottocentesco, opera di Filippo Sargiacomo.
- La chiesa della Maddalena occupava l'area della chiesa di Santa Giovina, che venne costruita sopra di essa nel 1514, insieme all'annesso monastero di Padri Rocchettini di Santa Maria Nuova.
- La chiesa di San Pantaleone,  adiacente di San Nicola dei Ferriati, cambiò il nome in "San Carlo" nel 1577, quando venne soppresso il culto del santo precedente. Nel 1866 era ridotta in cattive condizioni, e venne smantellata, quando vi venne eretto l'ex Istituto Professionale. Tuttavia questa chiesa è ancora leggibile da via Finamore, dove si trova l'accesso. Presso l'ex istituto invece è possibile vedere l'altare sconsacrato ad arco a tutto sesto, con l'iscrizione del restauro del 1618. L'antica statua di San Pantaleone è oggi esposta nel Museo diocesano.

### Quartiere Sacca

#### Chiesa di San Nicola di Bari

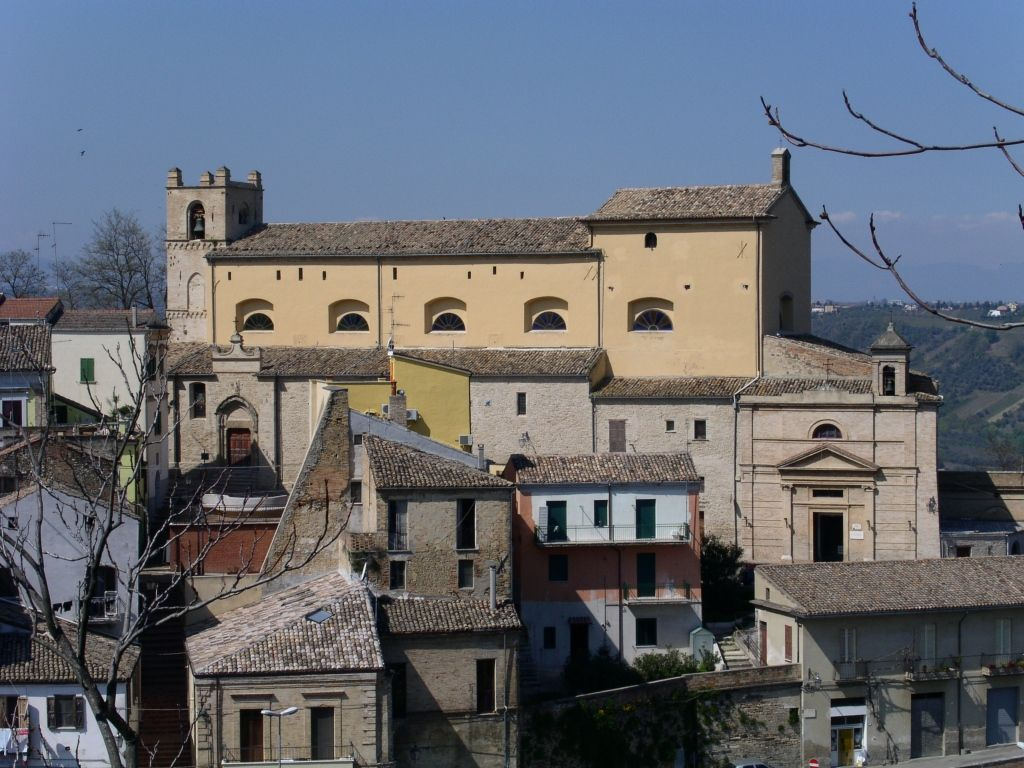
Chiesa di San Nicola

Si trova nel rione Sacca, al termine di via G. Garibaldi e risale al XIII secolo, ricostruita sulla vecchia chiesa di San Pellegrino. Nel restauro neoclassico di Filippo Sargiacomo (metà anni 50 dell'Ottocento) molti affreschi si sono persi, e di importante resta il ciclo delle "Storie della Vera Croce", presso la nicchia del campanile. Si tratta del ciclo di affreschi più antico della città (XIII secolo con alcune pitture più tarde del Quattrocento), ispirate al libro "Legenda Aurea" di Jacopo da Varazze riguardo alle vicende del legno della Croce di Cristo, fino al ritrovamento da parte di Sant'Elena. 

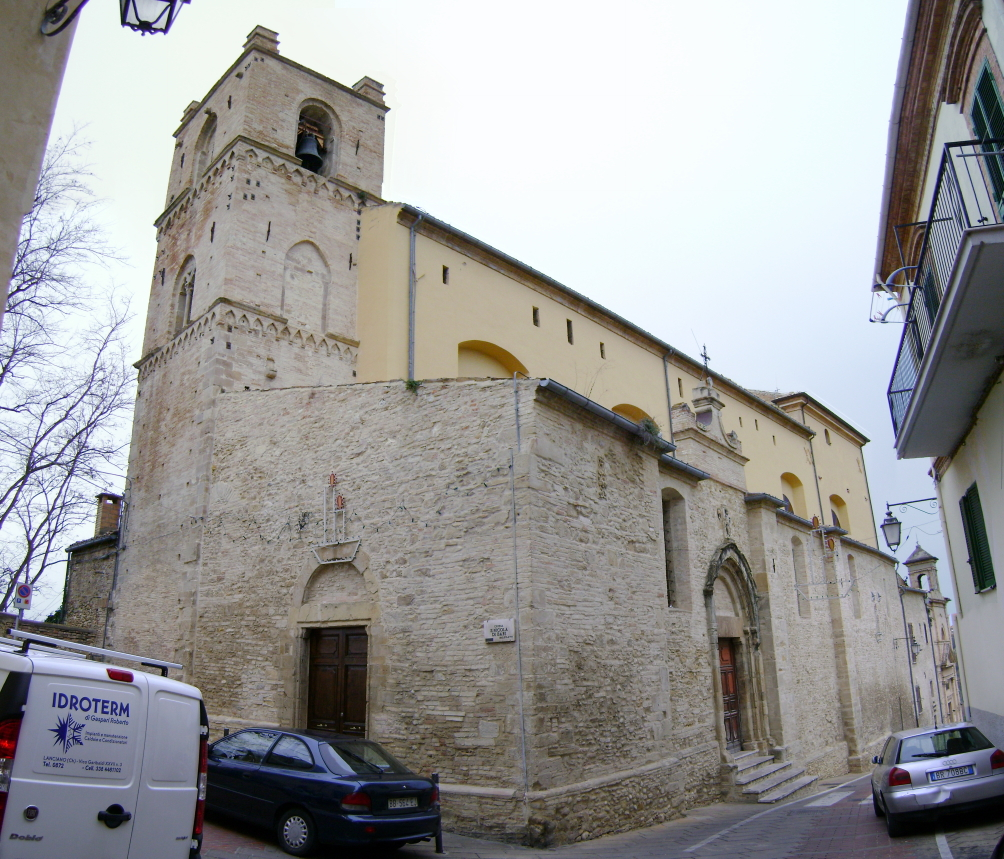
San Nicola di Bari da via Garibaldi

L'esterno della chiesa è squisitamente gotico, eccettuata la sopraelevazione ottocentesca, soprattutto il campanile quattrocentesco, realizzato in maniera uniforme alle altre torri lancianesi delle chiese di San Francesco, San Giovanni, Santa Maria Maggiore, Sant'Agostino.  L'impianto è rettangolare irregolare, con una porzione a strapiombo sulle mura, legata infine alla piccola cappella barocca di San Rocco (XVII-XVIII secolo), con facciata neoclassica realizzata da Sargiacomo. L'interno a tre navate è semplicemente neoclassico, con la navata centrale più grande, e quella di sinistra decorata da un altare barocco della Madonna col Bambino. Di interesse si conservano la statua di San Nicola, poi un fonte battesimale a tabernacolo ligneo dipinto (XVII secolo), un fonte battesimale romanico del XII secolo, l'altare con l'Immagine votiva della Mamma nostra di Bivongi, e presso il Museo diocesano due tele della chiesa di un allievo di Francesco De Mura ritraenti la Vergine Addolorata e la Deposizione di Cristo.  

#### Chiesa di San Rocco
La chiesa risalirebbe al XVI secolo, oppure fu eretta dopo la pestilenza del 1656. Fatto sta che l'aspetto attuale per l'interno è della metà del Settecento, con la partitura a stucchi di Rizza e Piazzola, mentre l'esterno è stato rifatto tra il 1856 e il 1859 ad opera di Filippo Sargiacomo, ispirandosi alla facciata della chiesa di Trinità dei Monti a Roma. La chiesa è attaccata a quella di San Nicola di Bari, lungo via Garibaldi, ha la facciata rivestito in mattoni a vista, assemblati in fasce nella zona del basamento, a formare un motivo a bugnato liscio. La campata centrale è leggermente aggettante rispetto alle due ali, e caratterizzata da un vano contenente l'accesso, definito da lesene ioniche sormontate da trabeazione a timpano triangolare. Il campanile laterale è una torretta quadrata, e nel progetto originario doveva essere costruita una gemella sul lato opposto. L'interno a navata unica ha il soffitto a volte a crociera, e la partitura a stucchi in stile barocco lombardo della metà del Settecento.

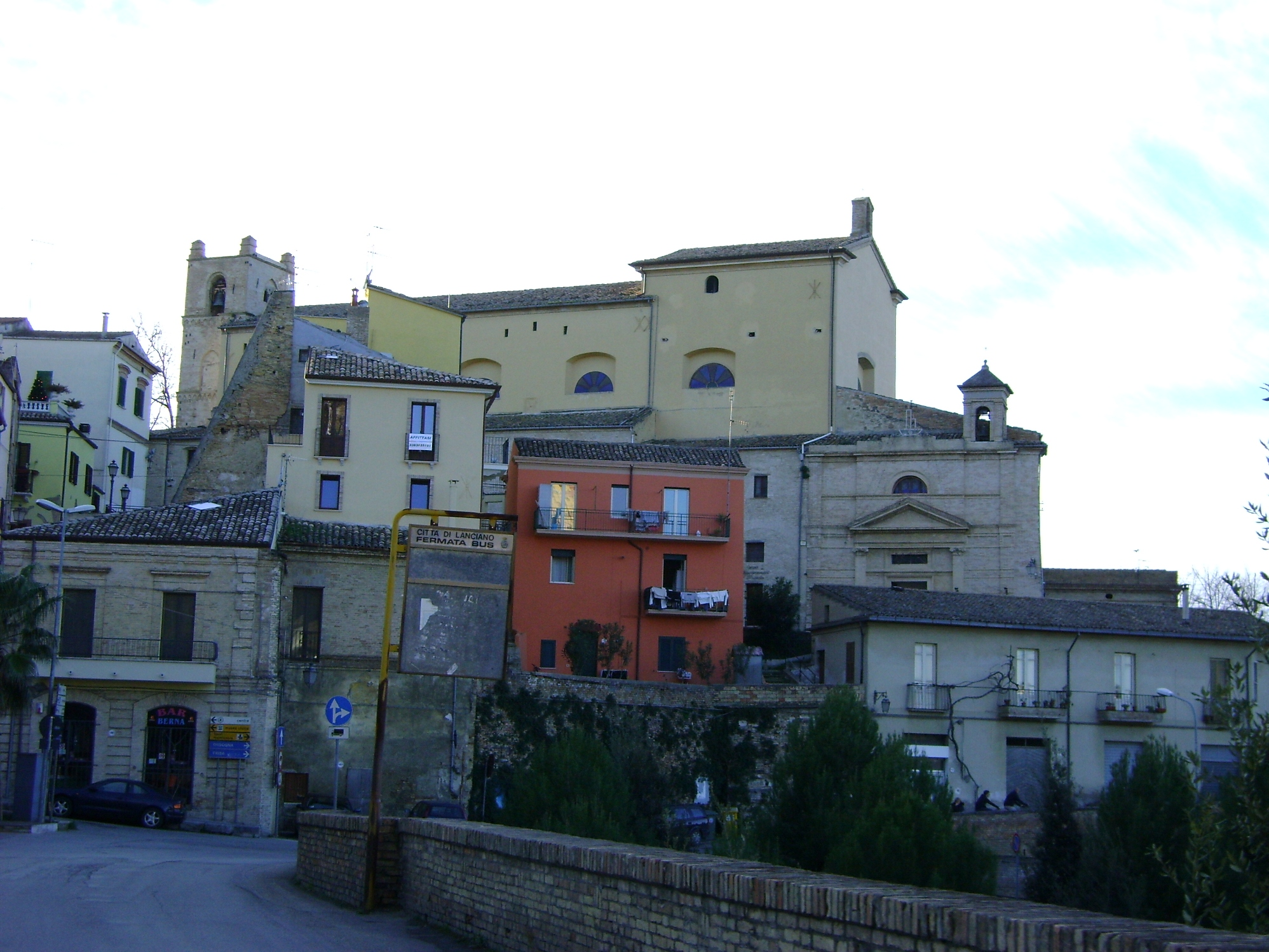
Veduta della chiesa di San Nicola e la cappella laterale di San Rocco

### Chiesa della Madonna degli Angeli
Chiesa barocca del rione Sacca, lungo via Cavour. Non si hanno molte notizie al riguardo, venne eretta nel XVII secolo come cappella privata della famiglia De Arcangelis, famiglia situata nell'attiguo Palazzo. Fu abbellita dalle pitture dell'ortonese Pasquale Bellonio.
Sconsacrata per diversi anni, nel 2013 è stata affidata alla comunità ortodossa lancianese, intitolata ai santi Sergio e Bacco. Ha un impianto barocco semplice, a pianta rettangolare a capanna con navata unica, e facciata molto semplice, coronata da un timpano triangolare,  un portale architravato sovrastato da finestrone centrale. L'interno decorato ancora dagli stucchi, eseguiti da Michele Clerici, mostra delle tele di Pasquale Bellonio riguardo alle storie dell'Assunzione, anche se le originali si trovano nel Museo civico diocesano, e queste sono le copie. L'apparato liturgico nuovo invece è stato riadattato ai canoni della religione ortodossa. 

#### Chiese scomparse
- Convento di Sant'Agata: si trovava fuori Porta San Nicola nel rione Sacca, ed esisteva già dal 1390, quando in un atto notarile un tal Puccio di Stefano di Michele lasciò alle badesse suor Cecca e suor Filippa la sua eredità. Il convento successivamente fu demolito e restò soltanto la chiesa, che nel 1573 fu unita alla Mensa Capitolare dell'Arcivescovo Piscicelli. La chiesa nel 1625 risultava già in cattive condizioni, e oggi non ve n'è traccia. Secondo le cronache la fondazione della chiesa risalirebbe al 900 d.C., e vi si conservava il quadro della Madonna della Purificazione (oggi nella chiesa di San Nicola), opera di Antonio Solaro da Civitella, detto "lo Zingaro".

### Quartiere Borgo

#### Chiesa santuario di San Francesco - Sede del Miracolo Eucaristico

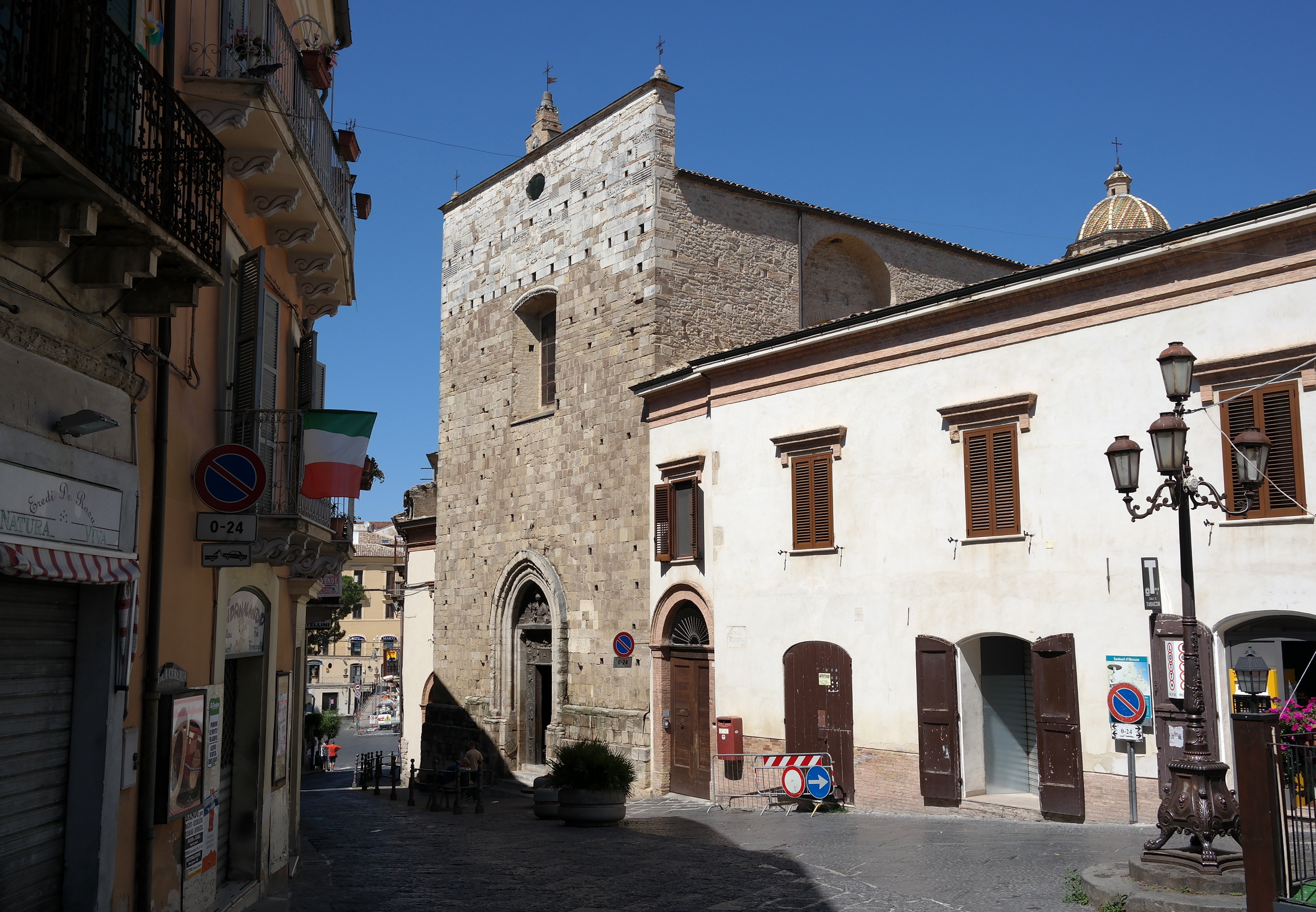
Chiesa di San Francesco

Mostra il retro col campanile verso Piazza del Plebiscito, mentre si accede dalla facciata gotica su Corso Roma. 
Un piccolo convento dedicato a San Legonziano (storpiatura del nome di San Longino), esisteva prima dell'VIII secolo, quando si verificò il miracolo eucaristico. Nel XIII secolo fu costruita la nuova chiesa dei francescani, in stile gotico, con la facciata ancora conservatasi nella forma originaria, eccettuati gli interni. Il monastero comprendeva anche un convento, assieme all'area della storica chiesa pre-romanica. Nel XVII secolo ci furono lavori di ricostruzione barocca all'interno, che divenne a navata unica, con la volta completamente abbellita da affreschi e pernacchi, e con la realizzazione di nicchie laterali con tele, e le due cappelle del Sacramento e dell'Adorazione. Venne realizzato il pregevole organo all'accesso. Con i lavori di ristrutturazione nel '900, il complesso attirò numerosi turisti, inoltre degli scavi archeologici permisero il collegamento alle catacombe del Ponte di Diocleziano. La chiesa attuale è dotata di chiostro dell'ex convento, chiuso nel 1806, diventato ostello dei pellegrini, che immette all'area museale del Miracolo Eucaristico, e alla parte dell'antico convento pre-romanico, di cui si conservano l'aula dove avvenne il miracolo e un'ala ristrutturata nel XII secolo, con tracce di affreschi cinquecenteschi tratti dalle storie dei Vangeli apocrifi.
Questa porzione del vecchio convento di San Legonziano, è costruita sopra una cisterna romana, collegata al percorso sotterraneo di Piazza Plebiscito dell'antico foro di Anxanum, percorso che porta all'auditorium del Ponte di Diocleziano. La facciata gotica della chiesa mostra la pietra tufacea locale, un portale gotico a ogiva con le ante bronzee istoriate in occasione del Giubileo del 2000. La parte superiore di facciata mostra degli ornamenti a rilievo fitomorfo rinvenuti dalla scomparsa chiesa di Sant'Angelo, il campanile invece è una torre gotica ad arcate ogivali, con la parte superiore terminante a cupola con spicchi e tegole policrome, realizzata Filippo Sargiacomo. 

#### Chiesa di Santa Lucia

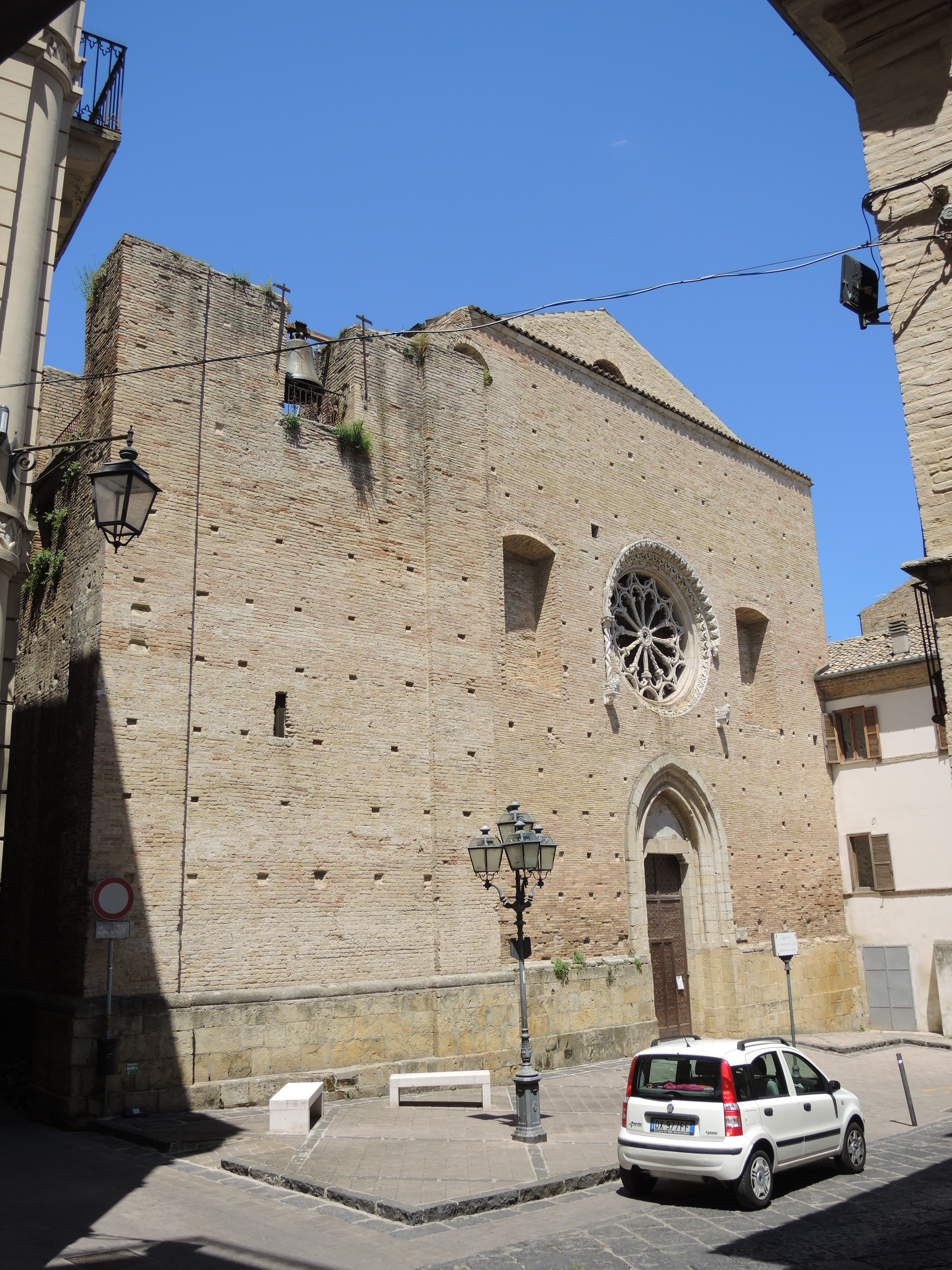
Prospetto della chiesa di Santa Lucia

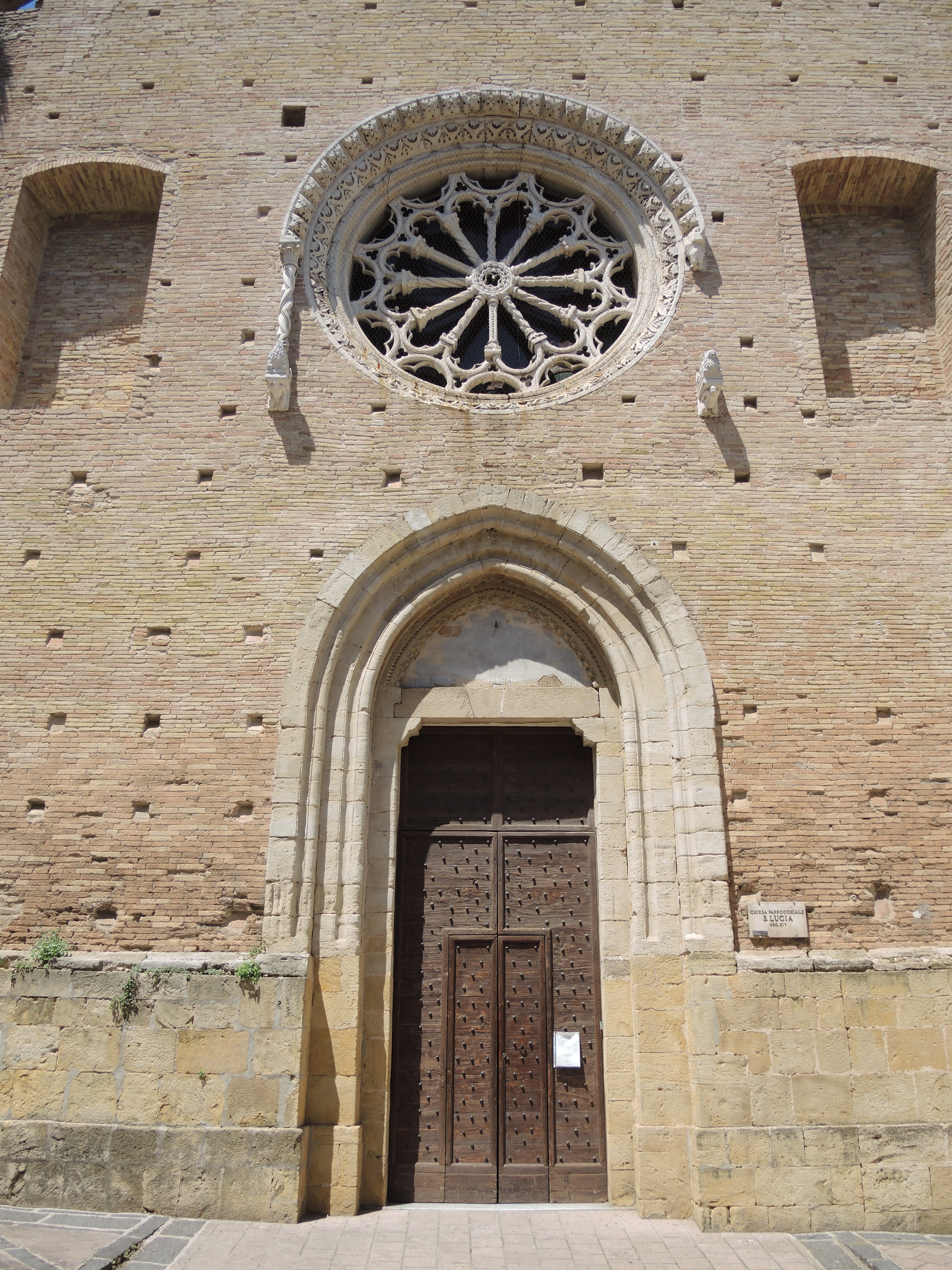
Facciata, con rosone di Francesco Petrini (attribuito), e portale

Si trova nel rione Borgo, lungo corso Roma. La chiesa, si ritiene fosse stata eretta sopra il tempio di Giunone Lucina; notizie certe si hanno dal XIII secolo quando fu costruita, divenne parrocchia nel 1249 per l'ampliamento demografico del rione, inizialmente gestita dai Francescani, divenne parrocchia a sé. La chiesa nel Trecento fu ornata dallo splendido rosone di Francesco Petrini, che lavorò anche a quelli di Santa Maria Maggiore e Sant'Agostino, così come dal portale gotico, coevo a quello di San Francesco.
Nel 1750 fu fondata la congregazione dell'Addolorata, nell'81 l'arcivescovo Domenico Gervasoni consacrò l'altare della Vergine titolare dell'arciconfraternita; nel 1778 furono acquistati da Venezia, per volere di don Carmine De Giorgio i mezzi busti di legno dei due Evangelisti Luca e Matteo, che occuparono le nicchie dell'interno rinnovato in stile barocco. Oggi sono esposti nel Museo diocesano.
La chiesa iniziò una lenta decadenza dopo il crollo della cupola centrale nel 1791, a cui seguirono lunghi lavori di restauro che snaturarono completamente l'interno, e accorpando due fabbricati, di cui è possibile vedere la differenza nella parte posteriore di via Feramosca, di forma completamente irregolare rispetto al normale impianto di una chiesa. I lavori, dapprima avviati da Vincenzo Perez di Ortona, e poi continuati dal Sargiacomo per gli altari laterali, si conclusero nel 1866, completato il presbiterio, terminato l'altare maggiore, e la chiesa fu riconsacrata dal Monsignore Camillo Pettinelli. Dieci anni dopo furono costruiti due nuovi altari laterali, dedicati a San Giuseppe e San Raffaele. Nel 1883 la cappella privilegiata dell'Addolorata fu decorata a oro con donazione della devota signora De Pasqua. In onore della santa fu scolpito un occhio dentro una piramide al di sopra dell'altare maggiore, poiché tra i simboli del martirio di Lucia vi sono anche gli occhi.
La chiesa ha un impianto rettangolare, scaleno nella parte posteriore, con facciata gotico, unico elemento superstite della parte medievale. La facciata a coronamento orizzontale è sovrastata da un timpano triangolare, arretrato rispetto al profilo. Il basamento p caratterizzato da zoccolatura in pietra, mentre quella superiore è interamente in mattoni. Il portale duecentesco ha una mostra in pietra con terminazione a sesto acuto; presso la lunetta c'era un affresco rinascimentale, oggi scomparso. Il rosone che occupa la parte centrale è affiancato da due nicchie cieche, appartiene alla scuola di Francesco Petrini ed è articolato in 12 colonne con archivolto semicircolare, impostato su colonnine pensili. La facciata laterale presenta alti e stretti finestroni gotici, mentre la parte retrostante è caratterizzata da un'apertura in pietra gotica, posta tra due pilastroni, a tutta altezza sui quali si impostava la cupola crollata. Sul lato a sinistra della facciata si innalza il campanile a torre di pietra, incompleto al livello del coronamento superiore della facciata, con tre aperture per le campane. Per provvedere al mancato compimento è stato realizzato un piccolo campanile a vela con due campane, anche se in tutto la chiesa ha quattro campanili: uno piccolo a vela posto sul retro, senza campana, e un secondo sempre a vela sul lato posteriore di destra, con campana.

All'interno neoclassico, a navata unica, sull'altare maggiore si erge la statua di Santa Lucia in legno, nel tabernacolo. Nelle cappelle laterali si trovano le statue di San Raffaele, la Madonna Addolorata, San Massimiliano Kolbe, il Sacro Cuore. Ai lati dell'altare maggiore ci sono due tele settecentesche provenienti dalla chiesa di Sant'Antonio, opera di Nicola Ranieri di Guardiagrele, oltre che a nicchie con reliquie della santa. Gli stucchi settecenteschi, conservati dal rifacimento neoclassico, sono del 1731, concentrati presso la cappella dell'Addolorata, realizzati da Girolamo Rizza e Carlo Piazzoli. La cappella possedeva la statua di Domenizo Renzetti di Lanciano, raffigurante la Vergine Addolorata, con attorno i tondi dei Sette Dolori, oggi conservati nel Museo diocesano. Riconsacrata alla Divina Misericordia nel 2010, la cappella conserva una semplice stampa dell'immagine del Sacro Cuore.

#### Chiesa di Santa Maria del Suffragio (o del Purgatorio)

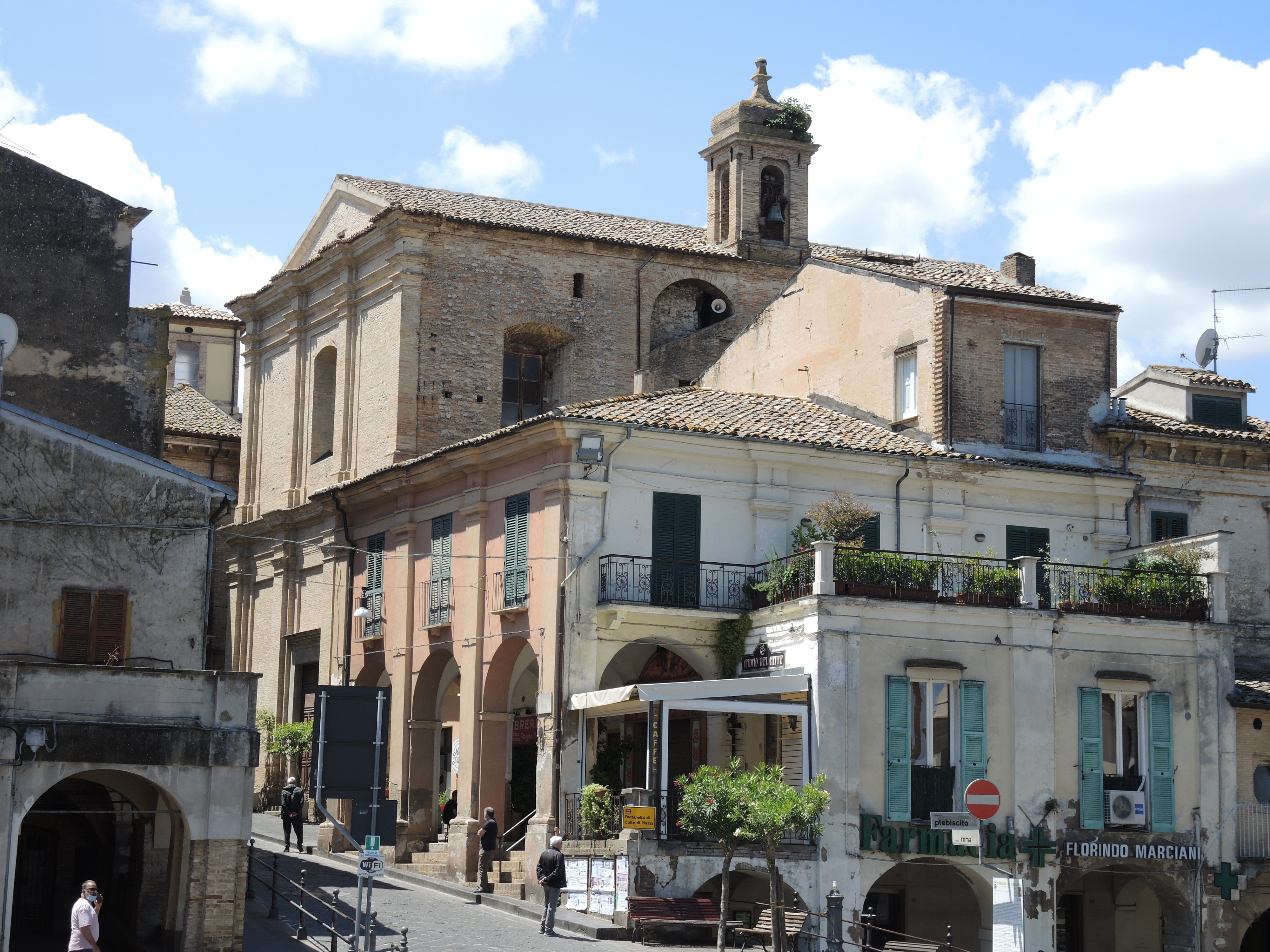
La chiesa del Purgatorio o del Suffragio, vista dalla piazza Plebiscito

Si trova di fronte al santuario di San Francesco sul corso Roma, e fu realizzata nel 1716 (la tradizione locale vuole sopra un postribolo), per volere dell'usuraio Domenico Scioli, con progetto di Falco Del Pizzo da Palombaro. Fu consacrata nel 1737 ed ha un impianto sobrio, molto massiccio a causa del dislivello del terreno, che comprende, specialmente nella parte retrostante, dei corpi di fabbrica medievali su via Corsea. Ha un aspetto molto semplice, settecentesco, a pianta rettangolare con facciata a capanna scandita da paraste. Il piccolo campanile a torretta ha cuspide a cipolla, alla napoletana, unico esempio presente a Lanciano. L'interno a navata unica è suddiviso in due settori da arco di trionfo su cui imposta uno stucco raffigurante Dio Padre tra gli angeli, e da una balaustra. L'apparato in stucco è stato eseguito da Rizza e Piazzoli; sull'altare maggiore è collocata una tela della Madonna del Purgatorio tra San Francesco, Sant'Antonio di Padova e committente in ginocchio, forse opera di Francesco Maria Renzetti. Altre opere pittoriche sono l'Incoronazione di Maria Regina dei Cieli, di Giuseppe Lamberti, altre tele del Renzetti, come la Madonna tra i Santi Crispino e Crispiniano,  e la cappella di S. Pantaleone, con la tela di Federico Spoltore, con un reliquiario del sangue del soldato romano San Pantaleone, e la statua rifatta in sostituzione di quella antica.

#### Chiesa di Santa Chiara e San Filippo Neri

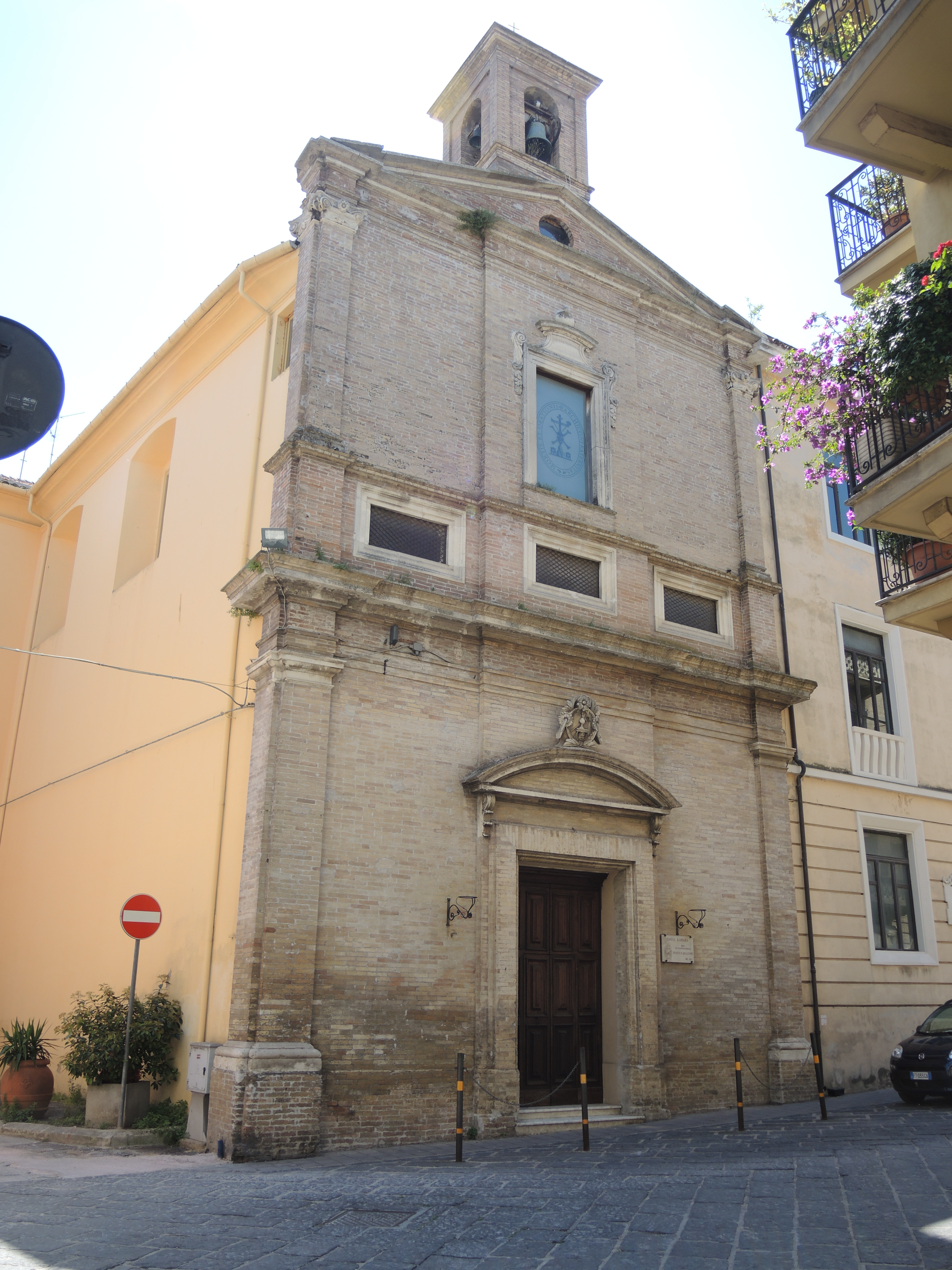
Chiesa di Santa Chiara

Si trova all'ingresso di Corso Roma dal viale dei Cappuccini. Faceva parte del Monastero delle Clarisse, fondato nel 1278. Non si hanno molte notizie, tranne che il monastero, restaurato nel XVII secolo in forme barocche, fu soppresso nel 1866 e diviso in due parti: una attualmente ospita un centro anziani, l'altra, completamente ricostruita, ospitò la caserma "Duca degli Abruzzi" e dal 1954 l'istituto magistrale "Cesare De Titta".
La chiesa  divenne possedimento dell'Arciconfraternita Morte e Orazione, che tuttora la detiene, dal 1952, trasferendosi dalla vicina chiesetta di San Giuseppe al Borgo, e fu restaurata in stile tardo-barocco. La facciata è molto semplice, a capanna, con pochi ornamenti, se non l'architrave del portale con lo stemma dei Filippini. Il piccolo campanile a torretta è posto in cima in asse col portale e il finestrone centrale. L'interno a navata unica è caratterizzato da una successione di tre campate, coperte con volte a vela, mentre il presbiterio da una cupola semisferica. A sinistra si apre una grande cappella con cupola. Il corredo pittorico è del vastese Francesco Paolo Palizzi, e le tele sono San Francesco Saverio predica agli indiani - Martirio di Santa Cordula - Madonna Addolorata. Altra tela di rilievo è quella della Sacra Famiglia, proveniente dalla chiesetta sconsacrata di San Giuseppe, opera di Teresa Palomba. Nella cappella di Santa Cordula, oltre alla tela di Palizzi, ci sono due grandi affreschi su tavola, che illustrano la processione degli Incappucciati del Giovedì santo, e la processione del Cristo morto, opera di Peppe Candeloro di Casoli.
Durante la Settimana Santa, nella chiesa si svolgono i riti di cerimonia per la Santa Passione, e la processione del Giovedì e del Venerdì Santo, esce dalla chiesa.

#### Chiese scomparse del quartiere
- Chiesa di San Giuseppe in Borgo: in via dei Tribunali, è stata sconsacrata dopo la seconda  guerra mondiale. La chiesa fu costruita nel XVI secolo, con annesso oratorio dei Filippini. Divenne dall'800 in poi la sede della Confraternita Morte e Orazione, prima di essere trasferita nel 1952-54 nella chiesa di Santa Chiara. Gli interni erano stati restaurati in stile neoclassico da Filippo Sargiacomo, con la sconsacrazione della chiesa tuttavia furono distrutti. La chiesa mostra un portale architravato modesto, in stile manierista e un finestrone superiore centrale, un bastione verso piazza D'Amico mostra l'antichità della chiesa, eretta sopra i bastioni del Borgo. Fino agli anni 50 aveva una piccola torre campanaria visibile dall'attuale piazzale D'Amico, poi demolita. Alcune tele del XVII secolo sono state esposte nei locali del monastero di San Francesco, di interesse una tela di scuola ortonese del XVI secolo del Terzo Ordine Francescano.

- Cappella di Sant'Angelo dei Lombardi: doveva essere in via dei Tribunali, presso Porta Sant'Angelo. Fu fondata forse nel XII secolo, e intitolata al santo protettore Michele Arcangelo, nel XVI-XVII secolo fu di patronato della famiglia Valsecca. Distrutta nell'800, i frammenti architettonici furono sparsi. Della chiesa si conservano i fregi in stile animalistico del XVI secolo, rimontati alla rinfusa sopra la facciata di San Francesco d'Assisi.
- Chiesa del Santissimo Rosario: si trovava accanto alla chiesa di San Francesco, in via Roma, e fu la sede primaria della confraternita della Madonna del Purgatorio. Nel XIX secolo era stata già sconsacrata e adibita a vari usi; negli anni '50 col rito dei Frati Francescani a Lanciano, la chiesetta fu utilizzata per sede di uffici; coi restauri del 1998 divenne la cappella della Riconciliazione, con sacrestia. Gli scavi nei locali sottostanti, hanno riportato alla luce una cisterna romana del I sec., compresa nel percorso archeologico sotterraneo la piazza Plebiscito. La confraternita del Purgatorio, che espone la Madonna nella processione della Domenica di Pasqua, ha sede nella chiesa del Purgatorio, di fronte a san Francesco.
- Chiesa di San Marco: oggi è sede dell'ex tipografia Masciangelo, accanto alla chiesa di Santa Lucia. Fu sconsacrata nel primo 800.

## Chiese dei quartieri moderni

### Convento di San Bartolomeo

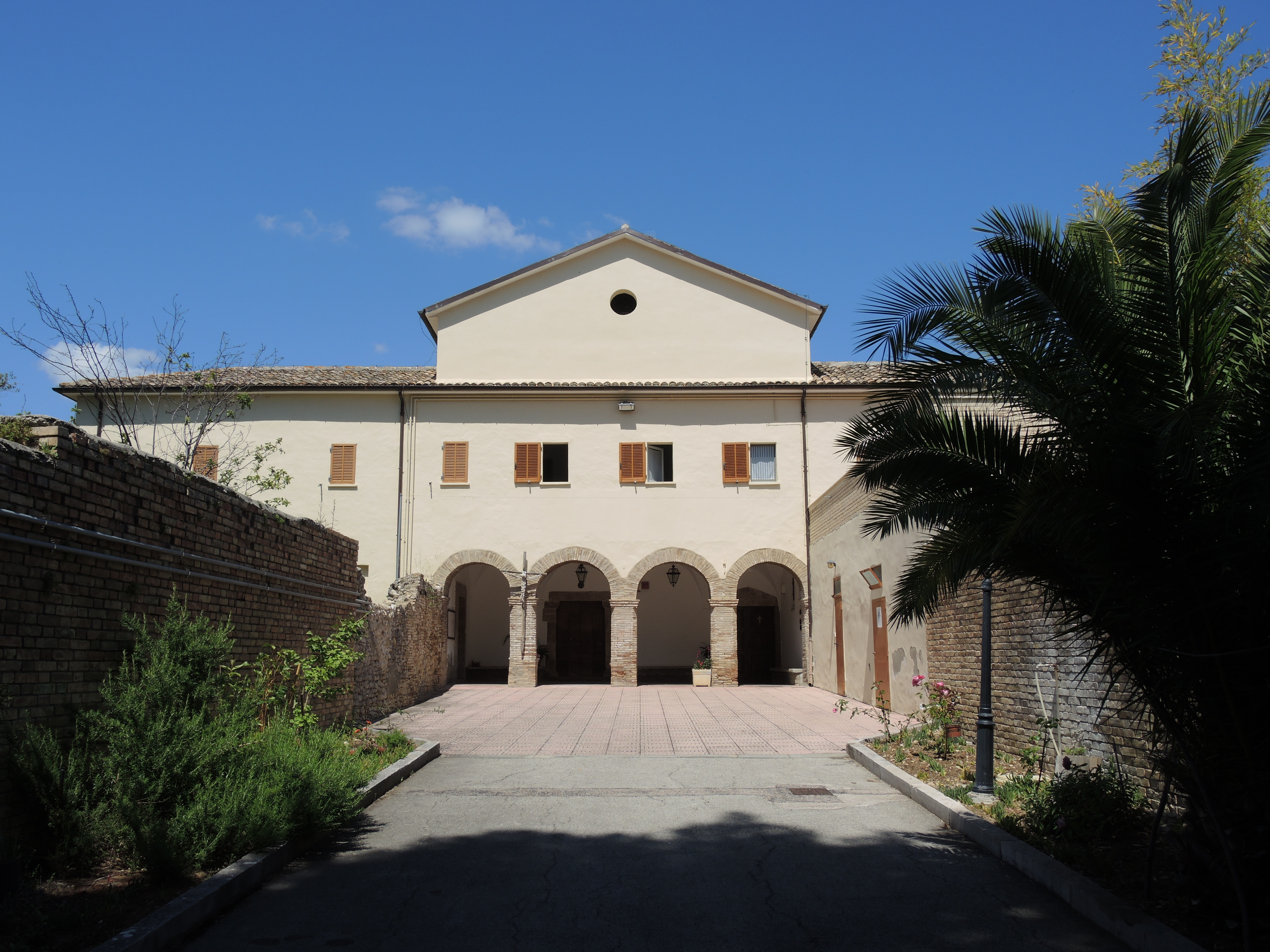
Convento di San Bartolomeo

Lungo il viale dei Cappuccini (nominato così per la presenza della chiesa) accanto allo stadio comunale "G. Biondi", fu eretto un romitorio, risalente al 1334 circa. In un documento del 1459 si precisa la posizione del piccolo romitorio,e attesta il possedimento dello stesso al comune di Lanciano. Vi fu costruito a seguire, nella metà del XVI secolo un convento dei Padri Cappuccini, che fu soppresso nel 1866 e usato come scuola.  Durante la quaresima del 1575 arrivò a Lanciano il frate Giovanni Maria da Tufa che volle fondato il convento dei Cappuccini, che si fonderà con quello dei Filippini nel XVII secolo. Con il restauro della chiesa, l'aspetto austero medievale cambiò in un impianto con porticato davanti alla facciata, e un'aula unica voltata a botte, con cappelle sul lato sinistro. Il convento fu requisito dai Piemontesi e adibito a scuola, negli anni '50 ritornò nelle mani dei Cappuccini, sotto la guida dinamica di Padre Lorenzo Polidoro da Chieti, fino al 2007, quando i Cappuccini furono trasferiti da Lanciano a Chieti. Il convento fu chiuso, e passò all'Hospice "Alba Chiara", salvo alcuni locali, del FEC (Fondo edifici per il culto), gestiti dalle Suore Missionarie di Gesù Bambino. Dal 1866 la gestione della chiesa passò al FEC, che ne è tuttora ente proprietario. La chiesa rimase chiusa per una ventina d'anni dopo il terremoto del 1984; il restauro fu apportato agli arredi lignei, specialmente all'altare maggiore con tabernacolo in noce ed ulivo. Esso è un tempietto poligonale, di 187 centimetri di altezza e 55 di profondità. La chiesa ha pianta rettangolare con semplice facciata a capanna, preceduta da un breve portico. L'interno a navata unica conservava reliquie ed ex voto, trasportati nel deposito del Museo diocesano; il grande tabernacolo in legno accoglie le tele di Giovan Battista Spinelli di Chieti, compresa quella di San Bartolomeo; nelle cappelle laterali altri tabernacoli lignei con delle tele, una delle quali di Pasquale Bellonio con la Madonna tra i Santi dell'ordine cappuccino, tra cui San Felice di Cantalice. Queste opere per restauro, si trovano depositate nel Museo diocesano. Il chiostro dell'ex convento è a pianta quadrata, con pozzo centrale vi si trova murato un piccolo bassorilievo in terracotta smaltata della "Consegna delle chiavi a San Pietro", opera di Peppe Candeloro; presso il refettorio si trova l'affresco di Giuliano Crognale di Castelfrentano, che ritrae l'Ultima Cena, copia del celebre affresco di Leonardo.

### Convento di Sant'Antonio di Padova
Si trova in Piazzale Sant'Antonio di Padova, in una zona fino agli anni '60 libera dalle strutture moderne, comprendente una vasta piana, dove si svolgevano anche le fiere tradizionali di Lanciano. Oggi è compresa nel quartiere dell'ospedale, importante snodo della città. La primitiva cappella dedicata a Sant'Angelo, forse di origine longobarda, fu eretta lungo la strada del tratturo per la Puglia, essa fu rifatta dopo il 1427 per volere di san Giovanni da Capestrano, che celebrò la pace tra Lanciano e Ortona, per cui la chiesa fu chiamata "Sant'Angelo della Pace". Il convento  fu sede dei Frati  Minori  Osservanti Zoccolanti. La chiesa fu soppressa con le leggi piemontesi, e fu riaperta a fine '800, e fu dedicata a Sant'Antonio di Padova (XIX secolo, riaperta  nel 1903). Il convento ospitava un lanificio, una biblioteca, scuola di studi  teologici, il refettorio e una scuola presbiteriale, era uno dei conventi dell'Ordine più grandi dell'Abruzzo Citeriore. Nel XVII secolo fu restaurato in stile barocco, soppresso definitivamente nel 1866 dai piemontesi, infine fu danneggiato dai bombardamenti del 1943. La chiesa però venne presto restaurata, anche se gli interventi per un nuovo grande convento, voluti dal Padre Giustino d'Orsogna negli anni '60 e '70, modificarono la facciata originaria e l'impianto, che diventò basilicale a croce latina, con bracci del transetto sporgenti e abside semicircolare con quattro finestre, seguendo lo schema della basiliche paleocristiane, la distruzione dell'antico tabernacolo, per l'ampliamento dell'abside semicircolare, e l costruzione nel 1970 della monumentale torre campanaria alta oltre 70 metri. ribattezzata "campanile della Pace".
La facciata è preceduta da un portico di arcate a sesto acuto, ed è rialzata seguendo lo schema della chiese gotiche toscane, con un rosone centrale, e nicchie con dipinti a mosaico di Sant'Antonio e San Giovanni di Capestrano, sovrastati dalla nicchia centrale maggiore del Cristo benedicente. Il portale di ingresso a sesto acuto, ha nella lunetta il mosaico di San Michele che sconfigge Satana, copia del celebre quadro di Reni, a ricordare l'originaria intitolazione della chiesa; una porta laterale introduce al chiostro quattrocentesco del convento, vi è una grotta della Madonna di Lourdes, e sulla sinistra il busto di padre Giustino d'Orsogna, deceduto nel 1985 Il campanile laterale è stato completamente ricostruito nel 1970 e benedetto da Papa Paolo VI: si tratta del campanile più alto di Lanciano e uno dei più elevati d'Italia, alto circa 70 metri, a pianta quadrata e costruito in mattoni. Presso la zona della cella si aprono quattro orologi; la cella contiene ben 13 campane, e oltre la cella una croce di grandi dimensioni viene accesa la notte.
L'interno è a navata unica, con volte a botte lunettate, cappelle laterali sulla sinistra; le pareti sono state restaurate con copertura in marmi policromi, capitelli corinzi per le paraste, e grossi pannelli istoriati che raccontano le vicende storiche del convento; tra queste il quadro del lodo di pace tra Lanciano e Ortona presieduto da San Giovanni. A sinistra si apre una grande cappella neogotica con cupola. L'altare maggiore è preceduto da un arco trionfale e il dipinto centrale mostra Cristo benedicente tra santi. Queste pitture sono di Paolo Rivetta di Milano, che fu ospite dei Frati Antoniani, e negli anni '70 dipinse gran parte delle pareti della chiesa, tra queste la parete con il "Lodo di Pace tra Lanciano e Ortona del 1427", e presso i bracci del transetto le "Storie della Vita di Cristo". Altre pitture settecentesche sono di Nicola Ranieri di Guardiagrele, sono dedicate ai Santi dell'ordine francescano, e grandi tele dedicate alla Vita di Cristo, come "Gesù tra i Dottori - Gesù al Calvario - Gesù risana il cieco - Gesù e il soldato"; in ultimo Ranieri dipinse per il tabernacolo dell'abside la tela di San Michele contro Satana, copia da Reni. Nella cappelle laterali si conservano tele che illustrano la vita di Sant'Antonio, una tela del Ramo dell'Ordine Francescano, infine la cappella dedicata a Sant'Antonio con la statua processionale.
La falsa cupola del presbiterio, mostra un cielo stellato con la colomba dello Spirito Santo, nei pennacchi angolari sono ritratti i simboli dei Quattro Evangelisti. Il convento accoglie una ricca biblioteca, delle casse con oltre 100 pezzi di un Presepe di scuola napoletana, appartenuto alla famiglia Antinori dell'Aquila. Annesso al convento, vi è la struttura dell'istituto anziani "Centro Antoniano", progettata da Ennio Villante. Sul retro della chiesa vi è il vasto orto, con due olmi secolari, che si crede fossero piantati da San Giovanni da Capestrano in persona.

### Ex monastero di Santo Spirito - Polo museale archeologico
Sorge  lungo via Santo Spirito. La chiesa fu costruita nel 1293 per volere di Celestino V, come ipotizza  Corrado Marciani,  il quale parla di una permanenza stessa del pontefice nel cenobio lancianese(ma probabilmente il suo discepolo Roberto da Salle la edificò), il monastero  fu eretto insieme ai conventi di Atessa e Vasto, Monteodorisio, anche se questo dell'area del chietino è l'unico sopravvissuto. La vita del monastero ebbe una brusca interruzione nel 1654 quando il convento fu soppresso da papa Innocenzo X. Nei secoli successivi la chiesa subirà un declino fino alla sconsacrazione e alla trasformazione in bottega di ceramica e fonderia. Il convento tuttavia è stato recuperato da possibili demolizioni nel 2011 e trasformato in polo museale archeologico. La chiesa principale, seppure sconsacrata, è ancora riconoscibile nell'aspetto medievale per il bel portale gotico a motivi floreali presso la lunetta, della scuola sulmonese del XIII secolo, così come le finestre a sesto acuto laterali. Il cortile del convento è ancora delimitato dalle mura, una sala grande è utilizzata per mostre temporanee, un braccio è esclusivamente dedicato al Museo archeologico di Lanciano, con ceramiche, terracotte e sculture rinvenute negli scavi di Lanciano degli anni '90, e dei dintorni, come a località Marcianese, e presso l'abbazia di San Giovanni in Venere. 

### Chiesa di San Pietro Apostolo
Nel viale dei Cappuccini si affaccia sul Piazzale San Pietro, baricentro del quartiere Cappuccini; il tempio è la parrocchia del quartiere, costruita negli anni '50 sopra una piccola cappella ottocentesca, sempre dedicata al Santo. Nel 1954 la bolla arcivescovile del Monsignore Benigno Luciano Migliorini volle l'edificazione della chiesa, dando l'incarico di vicariato a don Nicola Pollidoro. La chiesa, progettata da Ennio Villante, fu aperta nel 1957, con un edificio accanto destinato all'Azione Cattolica. Nel 1965 vi si insediarono i Cappuccini, e la chiesa divenne punto di riferimento nel popoloso quartiere dei Cappuccini, con numero attività dell'Azione e degli scout. Padre Lorenzo Polidoro dagli anni '60 volle abbellire l'interno della chiesa, commissionando agli artisti locali Peppe Candeloro e Gennaro Ramondo una serie di quadri per l'altare maggiore. Candeloro progettò anche le vetrate policrome, negli anni '70 dipinse un trittico della cantoria: GIUDIZIO UNIVERSALE - EDEN - SACRA FAMIGLIA, nel 1982 portò a termine il rifacimento dell'abside, con un monumentale affresco dedicato al Discorso della Montagna, che ebbe vasti apprezzamenti. La chiesa ha pianta rettangolare, esternamente semplice, realizzata in calcestruzzo e muratura in laterizio. Sulla destra della facciata a timpano triangolare si erge il campanile rettangolare. La navata interna è illuminata dai finestroni policromi istoriati. Sui lati dell'ingresso, vi sono due bassorilievi bronzei della fonderia Marinelli di Agnone, eseguiti nel 2007 da Peppe Candeloro, che illustrano la Consegna delle Chiavi del Paradiso a San Pietro e la Predica di San Paolo. L'altare postconciliare è in pietra della Majella. Di antico si conservano le antiche statue processionali del XVIII secolo, i busti dei Santi Pietro e Paolo, di fattura popolare.

### Chiesa dello Spirito Santo, o di Santa Rita
Parrocchia dall'omonimo quartiere Zona 167, affacciata su Piazza Giovanni Paolo II. Nel 1976 una bolla arcivescovile del 1 ottobre, Monsignor Leopoldo Teofili confermava il volere dell'edificazione di una parrocchia nel popoloso quartiere moderno. La bolla però non fu ascoltata per la morte del vescovo; e il progetto fu ripreso nel 1982 con l'arcivescovo Mons. Enzio d'Antonio, che la fece costruire in quegli anni, venne solennemente inaugurata nel 1995. La nuova parrocchia comprende il territorio di Santa Rita e quello di Villa Carminiello. La chiesa è stata costruita dall'architetto Giovanni Spadano. Ha pianta ellittica; all'interno tutta l'aula conferisce nell'area presbiteriale, il fulcro della chiesa, che si apre a ventaglio. L'abside semicircolare è in marmo bianco, si eleva dal pavimento in kinkler; ai lati sono situati la sede, il fonte battesimale e l'ambone, opere dell'artista Antonio Di Campli. Il complesso strutturale è in cemento armato, composto da chiesa, casa canonica, aula di convegni, aule del catechismo, ufficio parrocchiale e campanile. Il campanile ha pianta triangolare scalena, con tre archi grandi per contenere le campane, fuse dalla "pontificia fonderia Marinelli" con le seguenti caratteristiche:
1. nota Sib3 maggiore, pesante 380 kg, porta l'iscrizione: "sono l'eco ondante dello spirito Santo Creatore, il cui compito è far nascere, far crescere e far durare nel segno dello stupore e della grazia"
2. nota reb4 diesis, pesante 220 kg, è dedicata alla Madonna della tenerezza con la seguente frase "sono la voce della madre di Dio, chiamata a raccogliere le lacrime, le ansie, le speranze di ogni cuore in pena".
3. nota FA4, pesante 100 kg, porta incise le parole "sono richiamo e sussurro di Santa Rita sorella e compagna del vostro cammino di fede"
4. Fonderia Marinelli Agnone fine anni 80

### Parrocchia del Sacro Cuore di Gesù
Nel quartiere Olmo di Riccio, nel piazzale principale. La nascita della chiesa è legata a don Giuseppe Maiella che nel 1968 lasciò i suoi beni materiali in favore della chiesa di Sant'Agostino perché si costruisse una chiesa nel quartiere popolare di Olmo, ai margini della campagna di Santa Giusta, chiesetta divenuta esigua per la crescente popolazione del rione. Con l'acquisto del terreno, nel 1984 iniziarono i lavori, terminati nel 1989. Venne sistemato il pavimento in granito e nel 1987 fu costruita la casa canonica. Nel 1990 la chiesa fu consacrata dal Monsignor Enzio d'Antonio. Ha stile moderno, forma trapezoidale con una serie di rientranze che si allargano verso l'altare maggiore; le strutture portanti sono in cemento, le pareti tinteggiate. La luce all'interno è data da grandi finestroni. L'altare maggiore ha una riproduzione gigantesca della classica stampa del Sacro Cuore. Precedentemente l'artista locale Peppe Candeloro vi aveva fatto inserire un affresco personale del Cristo misericordioso, successivamente scialbato, il di cui bozzetto si trova esposto nei locali della Curia Arcivescovile. Il campanile separato è una torre in cemento armato, con un concerto di campane che ripropone quello della chiesa di Sant'Antonio; alla base vi è la grotta della Madonna di Lourdes..

### Altre chiese scomparse del territorio
- Chiesetta di San Pietro o Santa Maria "Veria": era del XVIII secolo e occupava l'attuale spiazzo della nuova parrocchia di San Pietro. Il Verlengia e il Bocache la citano come luogo di antica  processione del grano.[9][10]Si trattava di un'antica chiesetta posta lungo il tratturo per Castelfrentano. Demolita per realizzare appunto questa chiesa nuova nel 1957, dato il quartiere dei Cappuccini sempre in costante espansione demografica. Si conservano solo le due statue lignee dei Santi Pietro e Paolo, all'interno della nuova parrocchia.
- Ex convento di San Mauro dei Padri Carmelitani: sarebbe stato eretto nel XVI secolo, appartenuto ai frati dell'ordine del Monte Carmelo nel XVII sec. Il convento si trovava lungo le strade parallele viale Dalmazia e viale De Crecchio. Negli anni '30 la chiesa, cadente, fu distrutta per la costruzione del Cinema Imperiale, mentre un prezioso affresco rinascimentale della Crocifissione, del XVI secolo appunto di scuola marchigiana, era stato prelevato appositamente per essere conservato dapprima nei locali dell'istituto d'arte nel Palazzo degli Studi, a seguire nell'Auditorium Diocleziano, e finalmente nel 2002 nel Museo diocesano. L'ex convento era stato  demolito  per costruire un villino privato, demolito  a sua volta negli anni 60 per un condominio, all'angolo di via Dalmazia con via Filzi. Il cinema negli anni '90 per la costruzione della Galleria Imperiale.

## Chiese delle contrade

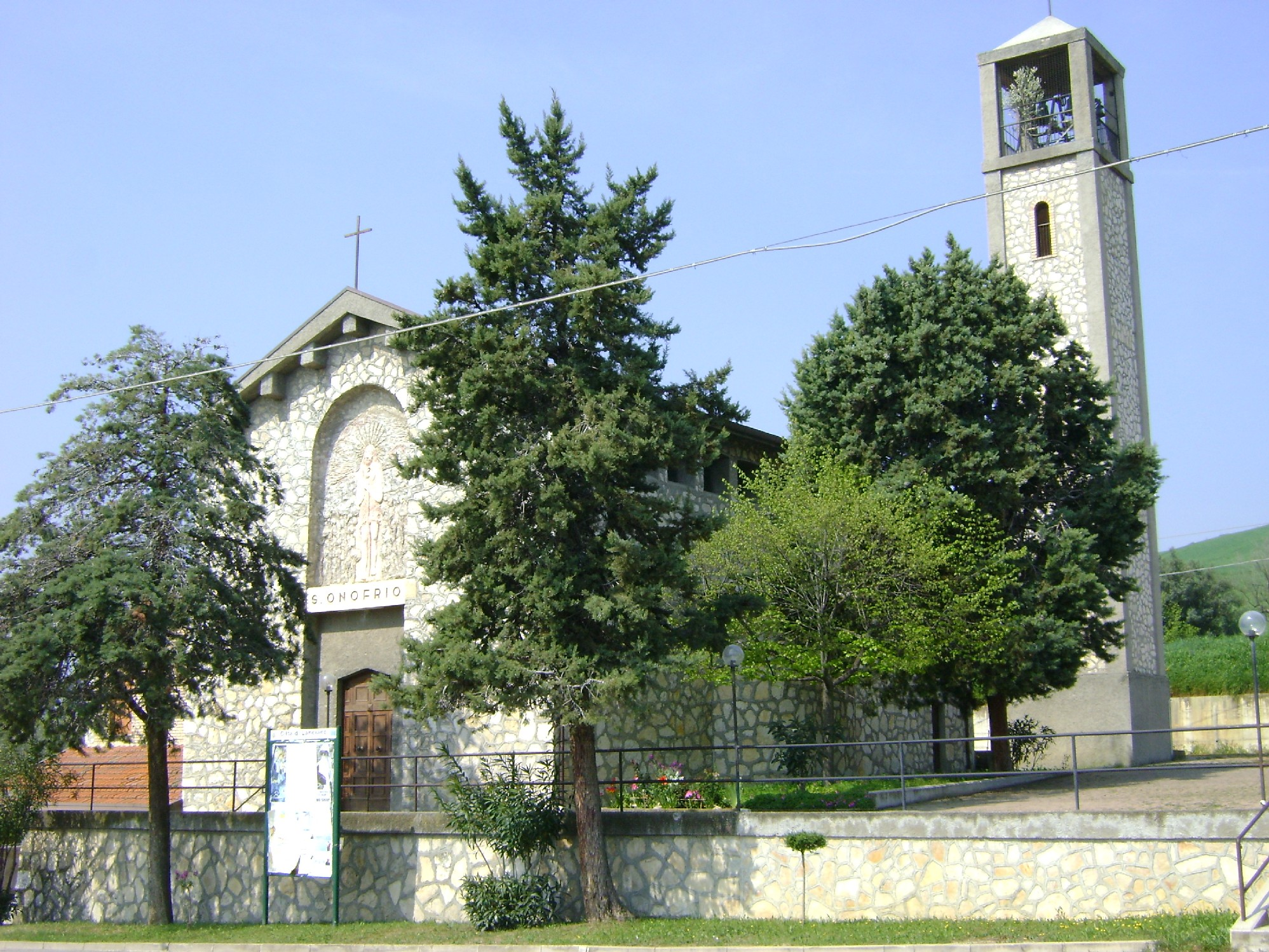
Chiesa nuova di Sant'Onofrio

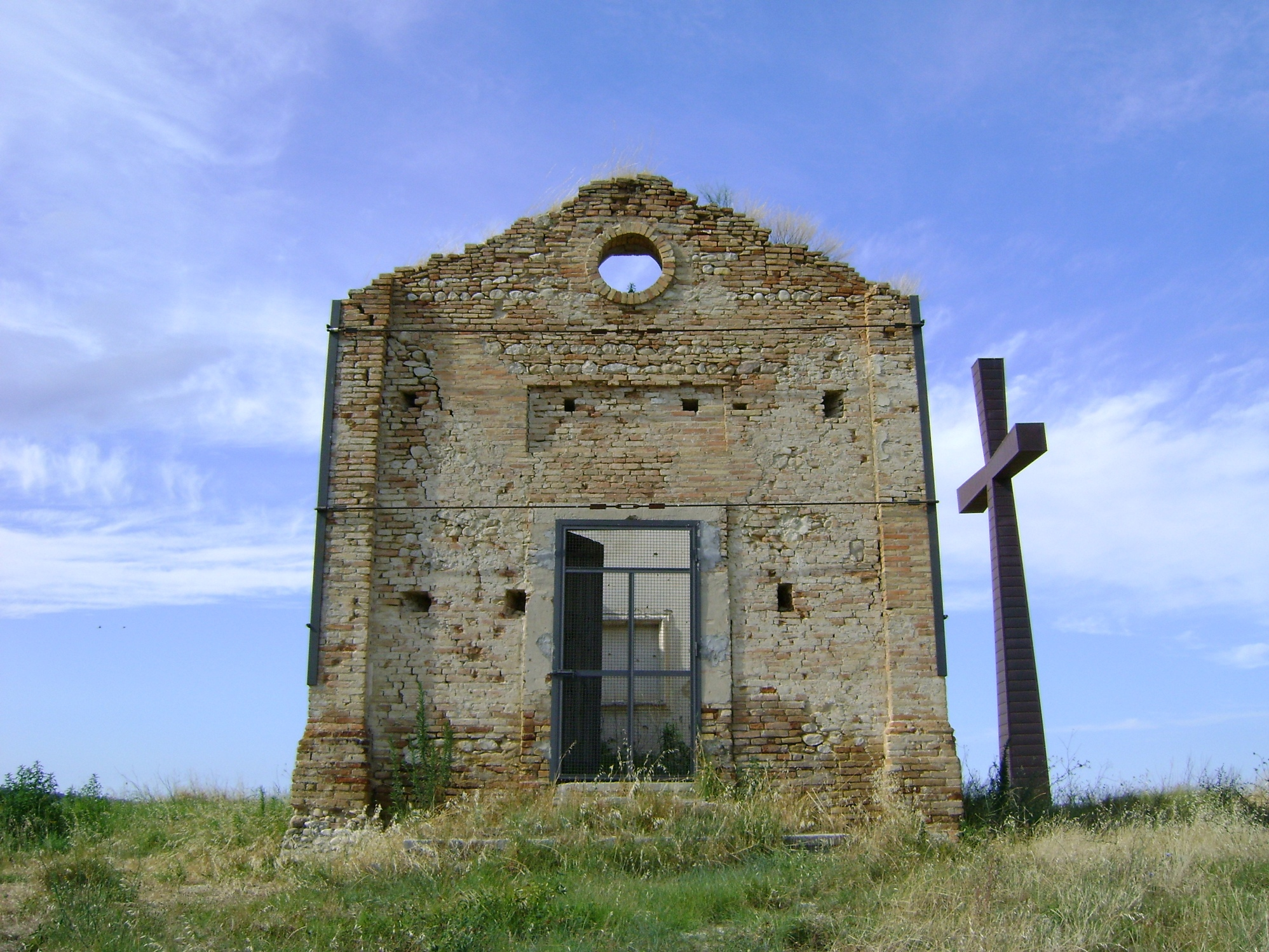
Chiesa vecchia di Sant'Onofrio eremita

Gran parte di queste chiese sono storiche, risalenti al XVIII secolo. Nel corso dei secoli alcune chiese sono scomparse, altre sono state ricostruite in forme moderne.
- Chiesa di Santa Maria dell'Iconicella: nella contrada omonima di Iconicella, il suo nome antico è "Santa Maria degli Angeli", ed è una delle chiese fuori dal centro più importanti e storiche, esistente già dal XVI secolo come cappella di pellegrinaggio lungo il tratturo per Cupello. La chiesa fu eretta come Cona votiva, fu voluta nel 1524 dal padre Tommaso Panetta, l'affresco dell'antica Cona ancora oggi si trova presso l'altare maggiore che ha inglobato l'edicola storica; fu meta di un importante pellegrinaggio il 23 dicembre 1588, compiuto dall'arcivescovo Monsignor Paolo Tasso. Tra il XVIII e il XIX secolo fu notevolmente ampliata, divenendo una chiesa vera e propria a pianta rettangolare. Nel 1984 l'arcivescovo Mons. Enzio D'Antonio riprese la tradizione del pellegrinaggio del 23 dicembre della Squilla, facendo restaurare anche l'antico affresco dell'altare, che era stato scialbato da copertura a intonaco.  Ha un aspetto ottocentesco molto elegante, con torre campanaria che ripropone il motivo a paraste ioniche del campanile della Cattedrale, e la facciata intonacata di bianco con piccolo nartece chiuso da cancellata di ferro. L'interno a tre navate, conserva un dipinto della Madonna del Rosario, proveniente dall'antico oratorio della Congrega del Rosario, presso il santuario di San Francesco di Lanciano. La Vergine elargisce il Rosario ai Santi Domenico e Caterina da Siena, cingendo a cerchio con i 15 quadretti, mentre in basso è rappresentata la scena della battaglia di Lepanto (1570). Si è ipotizzato che il dipinto sia di un seguace di Gerolamo da Ponte da Bassano Di espressione abruzzese è un prezioso affresco rinascimentale della Madonna dell'Iconicella tra San Rocco e San Sebastiano, seduta in trono. La volta della chiesa fu dipinta nel Novecento con scene della Vita di Maia e degli angeli, di modesta fattura locale. La chiesa conserva delle sepolture, tra queste quella di don Floraspe Renzetti, prete vissuto tra la fine del '700 e la metà dell'800, filorepubblicano, che lasciò l'eredità all'amministrazione comunale per costruire un ospedale civico.
- Chiesa di Sant'Egidio (Contrada omonima): chiesetta settecentesca, anche se di origini medievali, realizzata nella campagna a ridosso delle mura del rione Civitanova. Anticamente era dedicata a San Leonardo. Nella chiesa si venerava San Donato fanciullo, le cui reliquie giunsero da Roma nel 1759, venendo definitivamente ospitate nella chiesa parrocchiale di Santa Maria Maggiore della Civitanova, da cui la piccola chiesa dipende. Successivamente il culto cambiò. Il 31 agosto vi si svolge un'importante processione, legata al rito tradizionale dello scambiarsi dei doni di matrimonio, anticamente consistenti in primizie della terra, tanto che l'intera are è chiamata contrada degli Ortolani; la festa di Sant'Egidio, che prevedeva una grande fiera nella piazza pubblica di Lanciano, vide col tempo, cambiare il tipo di regalo della dote tra gli sposi: delle campanelle policrome in terracotta. La struttura ha una pianta semplice rettangolare, costruita in laterizio con intonacatura. La facciata ha un portale d'ingresso sormontato da una finestra circolare presso l'architrave. L'interno ad aula unica è illuminato da quattro finestroni rettangolari, con vetrate colorate raffiguranti la Croce. Al centro del presbiterio c'è l'altare in marmo, sulla parete di fondo una nicchia con l'icona scolpita in pietra di Sant'Egidio in vesti vescovili (XV secolo).
- Chiesa dell'Immacolata Concezione (Torre Sansone - Serroni): fu costruita nel 1800 per volere dei Serroni, e fu sotto la giurisdizione della parrocchia San Biagio. Nel 1827 Monsignor De Luca la spostò alla parrocchia di Sant'Agostino. La piccola cappella venne ampliata e nel 1947 fu ricostruita quasi daccapo per rispondere alle esigenze della popolazione di Torre Sansone in aumento. Ha un aspetto molto semplice, con il campanile in mattoni del 1915, turrito con 2 campane. L'interno a navata unica ha volta a botte, ed è illuminato da finestroni istoriati: l'Eucaristia - Maternità Divina - Pentecoste - Passione - Pace.
- Chiesa della Santissima Trinità (Villa Andreoli): chiesa settecentesca con impianto simile a quella dell'Iconicella. Fu eretta alla fine del '700 come cappella della famiglia Andreoli, e successivamente ampliata nell'800. Nel 1912 fu edificato il campanile in mattoni, a torre con tre livelli, molto elevato diviso in quattro settori da cornici. La chiesa, di giurisdizione alla parrocchia di Santa Lucia, fu confermata parrocchia nel 1974 dal vescovo Luigi Perantoni. Nel 2000 fu restaurata e riaperta al pubblico, oltre alla contrada, è parrocchia delle vicine località Serre, Camicie, Follani (fino al 2009, quando fu costruita la nuova chiesa di contrada Marcianese). La chiesa ha una facciata semplice con tre portali di ingresso, l'interno è a navata unica con pavimentazione della ditta lancianese Cocco-Croce (anni '50), ha tre navate; di interesse conserva il tabernacolo dell'altare maggiore, con un gruppo scultoreo settecentesco della Santissima Trinità, con raffigurati Dio Padre e Gesù trionfanti sul globo terrestre, con in alto lo Spirito Santo, opera della scuola di Giacomo Colombo d'Este. Una tela dedicata alla Trinità, è attribuita al pittore Nicola Ranieri di Guardiagrele.
- Chiesa di Sant'Onofrio (contrada omonima): è una moderna chiesa inaugurata negli anni '60, dovendo rispondere alla necessità di aumento della popolazione della contrada, poiché quella vecchia del XV secolo, un piccolo romitorio in cima al Colle Sant'Onofrio, è stata danneggiata nel 1943, rimanendo in abbandono. Ha pianta rettangolare con facciata in pietra concia e cemento, a timpano triangolare, con un portico in cemento armato di ingresso. Il portale ha una grande lunetta ed è sovrastato da una balaustra con l'immagine di Sant'Onofrio. Il campanile è separato, a torre, mentre l'interno della chiesa è a navata unica, intonacato di bianco, accogliendo la statua di Sant'Onofrio eremita.
- Chiesa della Madonna del Pozzo (Villa Elce): moderna chiesa degli anni '90 a pianta irregolare, intonacata di rosso. La tradizione locale vuole che in area vi fosse un pozzo miracoloso, dove un bambino si salvò, grazie all'intercessione della Madonna. La chiesa fu costruita poiché lo sviluppo urbano ne richiese l'edificazione, non potendo più dipendere dalla parrocchia di Sant'Onofrio. Si trova appena più a valle dal campanile della vecchia chiesa della Madonna delle Grazie, che fu demolita perché pericolante. Una chiesa dedicata a San Pio X, eretta sopra la vecchia Madonna delle grazie, esisteva già nel 1937, ma fu chiusa al pubblico negli anni '50 per un movimento franoso. Nel 1969 il nuovo terreno di edificazione fu acquistato da Nicola Vincenzo Dell'Elce e i lavori durarono una decina d'anni. La chiesa divenne parrocchia nel 1990: conserva le statue della Madonna, di Santa Margherita e di San Rocco.
- Chiesa Vecchia della Madonna delle Grazie (Marcianese): il piccolo tempio si trova alla rotatoria di accesso alla città, venendo da Castelfrentano, nell'area tra Marcianese e località Follani; fu costruito per volere dei coniugi Giacinta e Domenico Di Pietro di Marcianese, concedendo il terreno; la chiesa fu costruita nel 1896, come ricorda l'iscrizione in pietra posta sulla facciata. La chiesa prima degli anni '30 era più piccola, e occupava solo l'area dell'attuale presbiterio; dato che la contrada si andava sviluppando, furono necessarie delle modifiche all'impianto. Venne ampliata nel 1934, e nel 1950 fu costruito il campanile turrito, con cuspide piramidale in mattoni. Fino al 1957 faceva parte della parrocchia di Santa Lucia,  per volere del Monsignore Benigno Luciano Migliorini, fu aggregata alla nuova parrocchia di San Pietro e San Bartolomeo, gestita dai Frati Cappuccini; nel 2009 è passata alla nuova parrocchia della Madonna delle Grazie, costruita nel centro della contrada. La chiesa tende allo stile neoclassico, con la facciata in mattoni a vista; l'interno a navata unica con copertura a botte ricoperta da affreschi, realizzati negli anni '70 da Peppe Candeloro, con raffigurazioni in stile neorinascimentale, della vita di Gesù. Sulle volte si trovano le Tentazioni e la Risurrezione (1985); nella parete di destra si trova una moderna Via Crucis del 1976.

- Nuova Parrocchia della Madonna delle Grazie: nel cuore di contrada Marcianese, fu costruita nel 2001 per rispondere alle esigenze di urbanizzazione della contrada divenuta uno degli snodi principali di Lanciano. La chiesa fu consacrata il 7 luglio 2001 dal Monsignore Carlo Ghidelli, coinvolgendo la comunità parrocchiale l'Azione Cattolica, la Caritas diocesana e il comitato parrocchiale. La struttura è improntata sulla semplicità e l'austerità, con un esterno sobrio. Un'ampia scalinata occupa la parte frontale e immette nello spazioso porticato, delimitato da coppie di colonne. Si accede all'interno a tre navate a forma di ventaglio., con quella centrale a base rettangolare e quelle laterali a vela, delimitate da una serie di colonne. La copertura è a capriate lignee; sullo sfondo dell'altare c'è l'affresco "Ianua Coeli" di Peppe Candeloro.

- Torre di Santa Maria delle Grazie (Villa Elce): in stile ottocentesco rurale, è quanto resta della storica chiesa di questa contrada, demolita negli anni '30 e rifatta negli anni '80 con intitolazione a Santa Maria del Pozzo, parrocchia della contrada.

- Chiesa della Madonna del Carmine: si trova in contrada Villa Carminiello, oggi compresa nel quartiere moderno Santa Rita, realizzata nel XIX secolo, in stile neoclassico rurale, impianto rettabngolare con facciata a capanna e piccolo campanile a vela. L'interno ha di interesse l'altare maggiore a tabernacolo con un gruppo di tre statue.

- Chiesa di Santa Maria degli Angeli (Villa Stanazzo): semplice chiesa settecentesca, molto simile a quella della Santissima Trinità nell'impianto esterno. Nel 1611 sul terreno della famiglia Tommasini iniziò la sua costruzione, e fu consacrata nel 1617. Il tempio però rimase abbandonato per alcun anni, come testimonia il Monsignore Andrea Gervasi in una visita del 1657, dandola a un diacono. La chiesa fu sistemata a spese della popolazione nel 1755, e nel 1788 venne dotata di sagrestia. Nel 1899 con le offerte ricavate dalle feste in onore della santa, venne finanziato il campanile progettato dall'architetto Luigi De Pasqua, nel 1907 vi fu aggiunto anche un orologio. Lo stesso architetto realizzò le torri delle vicine chiese della Madonna del Carmine nella contrada omonima, e di San Carlo in località Villa Scorciosa. Con la benedizione del Monsignore Angelo Della Cioppa la campana maggiore fu dedicata a San Vincenzo Ferreri, la minore a San Rocco. Nel 1988 fu risistemato l'ambone con il battistero, la demolizione degli altari laterali e una sistemazione del Volto Santo; i lavori furono conclusi nel 2003. Nel 2021 la chiesa è stata interessata da un incendio, non riportando però gravi danni. La chiesa ha la facciata tripartita da paraste, con tre portale dei quali il centrale è maggiore, decorato da un architrave settecentesca a timpano spezzato. L'interno è a navata unica con due grandi cappelle laterali accessibile da archi a tutto sesto.Nella chiesa si venera il Volto Santo, si tramanda che nel 1871 nella casa di Florindo Di Diego un ritratto del Volto di Cristo avesse trasudato la prima domenica di giugno. Immediatamente iniziarono ad accorrere i popolani osservando l'immagine, che ripeté il miracolo. Successivamente l'icona fu spostata nella chiesa per essere venerata, con approvazione della curia lancianese. La festa che si è celebrata dall'anno successivo in poi è stata di seguito posticipata al 3 agosto, dopo la festa della Madonna degli Angeli, patrona della contrada. Nel 1908 fu commissionato all'artista Raffaele Gagliardi un dipinto che riproducesse il Volto Santo, benedetto da papa Pio X. Di interesse artistico, la chiesa conserva in una cappella laterale, un dipinto della Madonna degli Angeli di Francesco Maria Renzetti di Lanciano, della metà del '700, l'Effigie del Volto Santo, e la parete dell'altare maggiore, interamente ricoperta di affreschi, realizzati nel 1986 da Peppe Candeloro, che celebrano l'avvenimento dell'Annunciazione a Maria e dell'Apoteosi a Regina dei Cieli.

- Chiesa di San Donato (Villa Martelli): edificata nel Settecento quando il culto del santo si diffuse a Lanciano; le reliquie di San Donato fanciullo furono portate da Roma a Lanciano nel 1759, e oggi sono ospitate in una cappella della chiesa di Santa Maria Maggiore. Sino al 1792 fece parte della giurisdizione della parrocchia di Santa Lucia, e fu elevata a parrocchia da Monsignor Francesco Amoroso. La gente del posto contribuì per un secolo alla ristrutturazione continua della chiesa, l'ultimo dei quali nel 1970, che ha previsto il restauro del tabernacolo dell'altare maggiore barocco. Ha facciata in mattoni a vista, arricchita da portale inquadrato da due colonne con capitelli sormontati da cornicione, Sulla parte alta un'ampia finestra si intona con gli altri elementi architettonici; completa la facciata il frontone triangolare con una croce di ferro. Il campanile è una tozza torre a tre piani con sistemato l'orologio e una statua della Madonna in una nicchia. All'interno a navata unica, il soffitto è a capriate lignee; la parete destra è ornata da una statua di San Michele del XVIII secolo. Una grande arcata sorretta da due eleganti colonne con capitelli dorati precede la parte absidale, occupata al centro dall'altare in marmo bianco. Domina lo sfondo un'artistica alzata di legno, finemente lavorata, con il quadro della Madonna col Bambino, con in alto il simbolo dello Spirito Santo.
- Chiesa di Santa Liberata (contrada omonima): chiesa settecentesca, il toponimo attuale è una storpiatura popolare dell'antica intitolazione a "Maria Santissima della Libera", risale al XVI secolo, nei documenti vescovili era menzionata come una vecchia cappella usata dai pastori transumanti. Secondo le memorie del Cardinale Anton Ludovico Antinori, trascritte dai documenti della Curia, nel 1617 presso la chiesa si creò la confraternita di San Rocco, e la chiesa fu ampliata dall'architetto Giulio Carlucci. Il 19 ottobre 1672 il Monsignor Alfonso Alvarez dette inizio a una processione speciale per la Madonna della Libera, molto sentita dai popolani, ancora oggi celebrata. Nuovi lavori di ampliamento ci furono tra il XIXI e il XX secolo. Sulla facciata della chiesa si pone in evidenza il pronao in stile tardo romanico; un'ampia arcata delimitata da pilastri, permette l'accesso all'interno; ai lati due aperture protette da cancellate in ferro, ne caratterizzano lo stile. Nella parte superiore sormontata da un frontone con orologio al centro, si aprono due finestre laterali. Ceramiche artistiche raffigurano al centro la Madonna e ai lati un pastorello e una donna che allatta il bambino, opere della ditta Bontempo di Rapino (1995).
L'interno a navata unica è pavimentato con le mattonelle della ditta Cocco-Croce attiva a Lanciano negli anni '50 e '70; ampie colonne rifinite con cornicioni lavorati e dorati, sorreggono la copertura voltata a botte, affrescata con un dipinto del 1855 della Madonna della Libera in gloria, tra Dio Padre e lo Spirito Santo. Lateralmente vi sono degli ex voto popolari dipinti di gusto ottocentesco.
- Chiesa di Santa Giusta (contrada omonima): molto simile alla chiesa di Santa Liberata nell'aspetto, risalirebbe al 1055, e faceva parte dell'abbazia di Montecassino. Dell'impianto primitivo di questa chiesa-grancia abbaziale tuttavia si sono perse le tracce, dato che la chiesa venne ricostruita ex novo nel Settecento. Nel 1827, dopo la soppressione della parrocchia di San Biagio a Lancianovecchia, la chiesa fu aggregata alla parrocchia di Sant'Agostino, riforma voluta dal Monsignore Francesco Maria De Luca. Nel 1860 il vescovo Giacomo De Vincentiis, in visita pastorale, trovò la chiesa troppo piccola per le esigenze della popolazione crescente, e ordinò che fosse ampliata. Venne anche costruita una nuova statua lignea per le processioni, in sostituzione della vecchia icona sacra di terracotta di Santa Giusta, suscitando polemiche tra i fedeli. La parte inferiore della facciata presenta un'ampia arcata a sesto acuto che fa parte di un piccolo nartece, delimitata ai due lati da paraste e in alto da cornicione con ampie scanalature, tra le coppie di paraste vi sono due lapidi che ricordano i caduti nella prima guerra mondiale. La chiesa nel 1900 passò sotto la giurisdizione della nuova parrocchia del rione popolare Olmo di Riccio, consacrata al Sacratissimo Cuore di Gesù
Sulla parte superiore, sormontata da un frontone con finestra circolare, si aprono due finestre laterali; l'intera struttura culmina con una sfera simboleggiante il globo, sovrastato da una croce. Il pavimento in mattonelle tinte chiaro-scure della ditta Cocco-Croce, conferisce atmosfera austera all'edificio a tre navate (una maggiore e le altre minori), che comunicano con arcate a tutto sesto. La volta a botte è finemente decorata con affreschi del pittore Isacco Turri (1917). Presso il presbiterio c'è il dipinto simbolico dello Spirito santo nel tabernacolo, che accoglie la statua antica di terracotta di Santa Giusta. Lateralmente, vi è un reliquiario con il braccio miracoloso della Santa.

- Chiesa di Santa Maria dei Mesi (Contrada omonima):  notizie della chiesa si hanno nel XVI secolo, quando il papa Gregorio XIII concesse l'indulgenza plenaria. In una visita pastorale del 5 settembre 1646, il Monsignore Andrea Gervasi ordinava che venisse ricostruita la statua della Vergine; in una seconda visita del 1671 di Alfonso Alvarez si scopre che la chiesa fa parte della parrocchia di Santa Maria Maggiore. Il 10 ottobre 1922 l'Arcivescovo Nicola Piccirilli, su richiesta della popolazione, concesse il permesso di celebrare regolarmente le messe nella chiesa, spesso chiusa a causa di incuria. Nel 1996 fu restaurato il tetto. La chiesa ha una facciata a capanna con l'accesso preceduto da un pronao a tre archi con cancellata in ferro battuto. L'interno mostra i caratteri di una chiesa rurale abbellita da stucchi barocchi e dal tabernacolo in scagliola presso l'altare maggiore: illuminato da otto finestroni, ha pianta rettangolare con soffitto a capriate lignee, dalle quali scendono tre lampadari in ferro battuto. Il tabernacolo accoglie l statue di fattura popolare del XVII secolo della Madonna col Bambino, e ai lati delle due Marie. Lungo le pareti si scorgono due piccole nicchie in cui sono collocate le immagini del Volto Santo e San Mauro.
- Chiesa di Santa Maria in Castello (nota anche come "Santa Maria della Luce"): si trova al confine tra Santa Maria dei Mesi e Torre Marino, eretta nel XVII secolo sopra una preesistente Cona votiva. Nel 1949 fu ricostruita in gran parte perché danneggiata nel 1943. Nel 2005 furono ritinteggiate le pareti, ed è sotto la giurisdizione della parrocchia di Santa Maria Maggiore. Ha facciata neoclassica con portale semplice in mattoni, a lunetta a tutto sesto,; sui due lati in basso si aprono finestre, protette da grate. Sulla parte superiore c'è un frontone con finestra circolare al centro del timpano. L'interno a navata unica ha due affreschi: la Mater Lucis e lo Spirito Santo. L'affresco della Madonna della Luce è particolarmente interessante per la squisita fattura popolare, e reca un cartiglio in caratteri gotici.
- Chiesa di Nostra Signora del Carmelo (contrada Madonna del Carmine):  fu edificata nel 1862, con l'innalzamento del campanile nel 1897, dotato di orologio nel 1980. Nel 1949 fu elevata a parrocchia della contrada Madonna del Carmine; nel 1969 il Monsignore Pacifico Luigi Perantoni consacrò l'altare maggiore, ristrutturato secondo le nuove norme del Concilio Vaticano II. L'aspetto esterno è molto semplice, in stile neoclassico, con l'accesso preceduto da piccolo portico. Il campanile a torre è ornato dall'orologio e da una gabbia metallica in ferro battuto con le campane delle ore. La navata centrale è ben illuminata da sei finestre, con arco a tutto sesto e coperta a volte a botte, affrescate nel 1886 da Mattia Novelli; gli affreschi raffigurano scene sacre dello Spirito Santo. Presso il presbiterio si trova un'ancona costituita da due colonne sormontate da capitelli corinzi e timpano semicircolare, con due putti e una nicchia centrale con la statua della Madonna, risalente al XVIII secolo. Di recente sulla parete dell'altare maggiore è stato realizzato un moderno dipinto a tempera della Madonna col Bambino, ispirato a una nota icona bizantina di Maria.
- Chiesa di Sant'Amato: nella contrada omonima, risale all'Ottocento. Si racconta dalla storiografica locale che nel 1100 durante la transumanza i pastori vollero edificare una cappella in onore del santo, nella zona di terra compresa all'ora nel demanio dell'abbazia di San Giovanni in Venere. La chiesa fu ricostruita una prima volta nel 1355, e nel Quattrocento la contrada passò a Lanciano. Un barone lancianese riedificò la chiesa nell'Ottocento ex novo, nel 1959 l'Arcivescovo Migliorini la eresse a Vicaria perpetua, smembrandola dalla giurisdizione della chiesa di San Nicola. Nel 1985 la Vicaria fu smembrata e aggregata nella parrocchia della Madonna del Carmine della contrada omonima. Negli anni '70 si risistemò l'altare secondo i canoni del Concilio. La facciata è abbastanza semplice, con tetto a spioventi sul corpo principale, sormontato da grande croce in ferro. Sulla parete centrale si apre una finestra orbicolare con vetro colorato; il portale si affaccia sulla strada, e si accede alla navata unica. Ha pianta rettangolare, sulle colonne a base rettangolare poggia la copertura a volta a botte decorate, suddivisa da arcate ribassate. Nove nicchie laterali ospitano statue ottocentesche di santi, come quella dell'Addolorata, di San Rocco, San Nicola e di Sant'Antonio abate, e il busto in cartapesta di San Silvestro del Settecento. Interessante la statua in terracotta di Sant'Amato, di fattura popolare, del XVIII secolo. Al centro dell'altare maggiore si trova l'icona del Sacro Cuore.
- Chiesetta di "Santa Maria De La Salette": in contrada Sant'Egidio, fu costruita come cappella privata nel 1870, sotto la giurisdizione della parrocchia di Santa Maria Maggiore. Il 19 novembre dell'anno 1870 don Francesco Paolo Sargiacomo, arciprete della parrocchia di Santa Maria, pose la prima pietra, commissionando il progetto al fratello architetto Filippo. La chiesetta si trova nel giardino della masseria Sargiacomo, è molto piccola. In mattoni, ha aspetto di una Cona votiva con tetto a capanna, e piccolo campanile a vela. Nella parete di fondo si trova un quadro della Madonna delle Salette, apparsa ai pastorelli sulle Alpi francesi, qualche anno prima della costruzione del tempietto.
- Vecchia chiesa di Santo Spirito: nel quartiere popolare Santa Rita, sulla via per Treglio, ospitò le funzioni della popolazione delle borgate di Santa Venera, Villa Carminello, fino alla costruzione della nuova parrocchia dello Spirito Santo nel 1995. Risale al XVIII secolo ed è stata restaurata nei primi anni 2000 con l'aggiunta di due riquadri a formelle maiolicate della Colomba dello Spirito, sul lato posteriore del campanile a vela. Ha facciata semplice di tipo rurale, con portale d'ingresso e tre finestre, ornata da un riquadro in mattoni, con paraste e cornicione. Il campanile occupa tutta la parte posteriore lungo la strada ed è a vela con arco a tutto sesto. All'interno a navata unica si trova il prezioso altare pre-conciliare, costituito da struttura contenente il tabernacolo e sormontata da un'icona molto semplice dello Spirito Divino. In una nicchia a vetrata è posta l'icona settecentesca della Madonna Addolorata.
- Chiesetta di Sant'Antonio: si trova in contrada Serre, lungo la strada. Risale agli anni '70, ha spetto molto semplice con impianto a capanna.
- Chiesa di Sant'Antonio di Padova: si trova in contrada Rizzacorno, lungo la strada principale. Risale agli anni '90, a impianto rettangolare con soffitto a capanna, e campanile laterale in cemento a vista. L'interno ha un bel tabernacolo in bronzo dell'artista locale Giuseppe Madonna.
- Ruderi della chiesa di Santa Venera: quasi del tutto scomparsi, si trovano nel quartiere popolare Santa Rita; l'area nel XVI secolo era incolta, vi si trovava la cappella di Santa Venera o Veneranda, probabilmente edificata dalle popolazioni schiavone che abitavano queste contrade. La chiesa è citata nei documenti vescovili sino al XIX secolo, quando risultava in abbandono. Fino ai primi anni 2000 si conservava un muro dell'abside con arco a tutto sesto.
- Ruderi della chiesa di Sant'Apollonia: si trovano in contrada San Iorio, precedentemente intitolata a questa santa. Risale al XVI secolo; dalla chiesa, già in stato di degrado, proviene la statua di Sant'Apollonia, che era conservata nella chiesa di Sant'Agostino, e attualmente nel Museo diocesano.